# Musée international de la céramique de Faenza
Pour les articles homonymes, voir Faenza (homonymie).
Le musée international de la céramique de Faenza (Museo Internazionale delle Ceramiche in Faenza ou MIC) est l'un des plus importants musées d'art de la céramique du monde, situé au no 19 viale Baccarini dans la commune de Faenza, en Émilie-Romagne.

Son espace muséal rassemble les œuvres des ateliers de céramique italienne du Moyen Âge au XVIIIe siècle, du Proche-Orient antique, de l'aire méditerranéenne à l'époque hellénistique, précolombienne et islamique. Une vaste section est dédiée aussi à la céramique moderne et contemporaine.
Depuis 1963 le Musée organise, tous les deux ans, un concours international de la céramique artistique, ce qui lui a permis de compléter ses collections avec des œuvres du monde entier.

## Histoire
L'origine du musée remonte à 1908, lors de l'Esposizione Internazionale di Faenza (Exposition Internationale de Faenza) consacrée au troisième centenaire de la naissance d'Evangelista Torricelli. Pour l'occasion, tout un quartier de la ville est aménagé et voit affluer à Faenza les artistes les plus connus dans le domaine des arts appliqués, obtenant un grand succès. Gaetano Ballardini, organisateur de la manifestation et créateur du musée de la céramique, peut en recueillir les fruits en commençant par installer, dans les salles de l'ex-couvent de Saint Magloire, une première collection de céramiques. Il entreprend ensuite de sensibiliser les collectionneurs privés et les organismes publics obtenant, des uns et des autres, donations et reconnaissance institutionnelle. Tito Pasqui de Forlì figure parmi les personnalités de l'époque qui rejoignent le comité de fondation du musée.
En plus de l'agrandissement du musée et de l'extension des collections, Gaetano Ballardini veut également la création d'une école de formation technique et artistique dans le domaine de la céramique, aujourd'hui appelée Istituto d'Arte per la Ceramica Gaetano Ballardini. Dès le départ, il se soucie d'établir des relations solides avec les écoles de formation technique et artistique, leur garantissant un bagage de valeurs pour mettre en œuvre la production artisanale et industrielle. Unique dans son genre, le musée acquiert toujours plus de prestige au niveau international et dès 1926, il comprend, outre les collections antiques, une section dédiée aux ateliers de céramique européens célèbres et aux céramistes contemporains reconnus. Il est le promoteur d'expositions nationales et internationales, au point de donner vie à la revue spécialisée Faenza. Fils de ce territoire qui a fait le prestige de l'art de la céramique, Gaetano Ballardini veut témoigner de cette vocation séculaire pour la transmettre aux générations futures.
Durant la Seconde Guerre mondiale le musée est lourdement endommagé, particulièrement lors du bombardement du 13 mai 1944 qui cause de très sérieux dégâts aux ouvrages. Malgré son âge, Ballardini se remet à l'ouvrage, recueillant des fonds, sensibilisant le monde de l'art et les institutions de telle manière que dès 1949, il peut rouvrir les premières salles d'expositions grâce aux dons d'œuvres importantes de grands artistes comme Pablo Picasso, Fernand Léger, Henri Matisse et Marc Chagall. D'autres œuvres provenant de collections privées intégrent ce patrimoine déjà important : Merenghi, Benini, Ugolini, Rusconi, jusqu'à celles plus récentes de Cora, Fanfani et Cantagalli. Aujourd'hui, le musée se flatte d'un corpus de plus de 40 000 pièces de céramique.

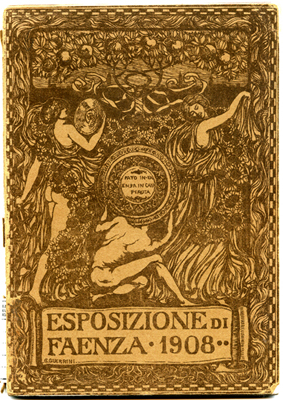
Couverture du catalogue de l'Esposizione Internazionale di Faenza de 1908.
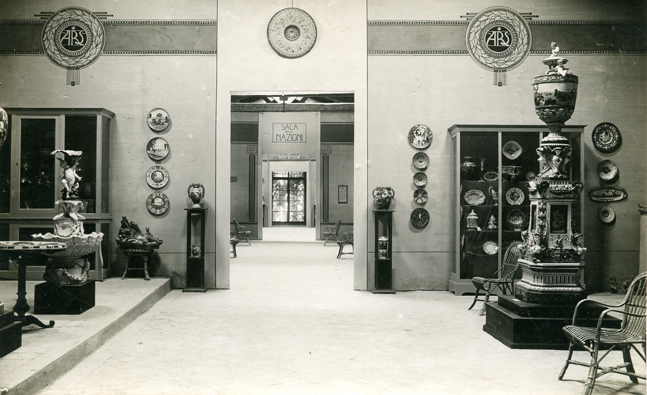
Une salle d'exposition du musée en 1920.

## Le parcours muséal
L'exposition permanente du MIC se développe à travers deux itinéraires qui séparent la partie consacrée aux collections antiques, situées dans les espaces restructurés de l'ex quadrilatère conventuel, de celle du XIXe siècle abritée dans les nouvelles ailes édifiées à la fin du siècle dernier. Avec ce choix le musée a voulu mettre en évidence le fécond rapport entre les caractères des différents styles et le « savoir-faire de la céramique » au cours des siècles, jusqu'à nos jours.

## Céramique du Moyen Âge auXIXesiècleà Faenza

### Moyen Âge

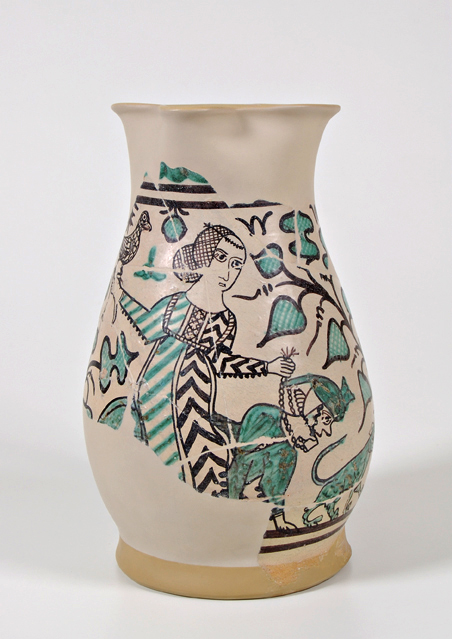
Cruche médiévale avec la représentation de Philide et Aristote.

Les premières découvertes de céramiques de Faenza remontent aux premiers siècles après l'an 1000. Les artisans ont su tirer parti des terres locales, utiles pour la fabrication d'objets, principalement à usage domestique ; en façonnant les formes et les décorations, ils ont su concilier de manière originale la culture lombardo-vénitienne avec celle de la Toscane voisine.
Faenza, depuis le haut Moyen Âge, fait partie d'une zone traversée par le trafic intense qui provient à la fois de la Via Aemilia et des artères trans-apennines et de la Toscane menant au nord-est de la péninsule et qui s'y croisent.
Pour la majolique, la glaçure peut être appliquée sur le biscuit de première cuisson et décorée au pinceau ; pour les artefacts appelés graffitis, l'objet encore brut est enduit d'engobe et peut être gratté avec une pointe avant d'être cuit, puis décoré et enfin recouvert avec une glaçure transparente.
Pour les décors, il est fait appel au répertoire contemporain des arts mineurs qui utilisent à la fois le bestiaire médiéval avec ses motifs phytomorphes et ses créatures légendaires, et les thèmes héraldiques destinés à donner du prestige aux différentes familles qui marquent l'histoire de Faenza à cette époque, comme les Manfredi, seigneurs de Faenza de 1313 à 1505.
La récupération, à la fin du XIVe siècle, de thèmes légendaires tirés du classicisme est également intéressante : un décor d'Aristote monté par Phyllis sur une cruche de la fin du XIVe siècle en témoigne, qui rappelle l'allégorie, répandue du XIVe au XVIe siècle, de la suprématie des femmes sur les hommes.
La céramique verte et brune traduit, jusque dans cet art mineur, l'imagerie médiévale, la transportant jusqu'au seuil du XVe siècle.

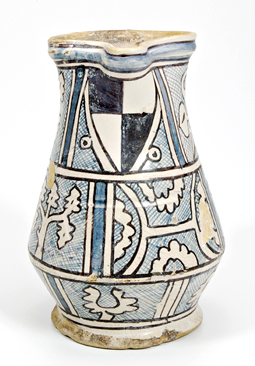
Cruche médiévale avec les armoiries de la famille Manfredi, Faenza, dernier quart du XIVe siècle.
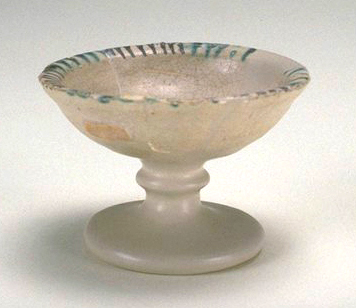
Coupe médiévale peinte en vert ramina, Faenza, dernier quart XIVe siècle.
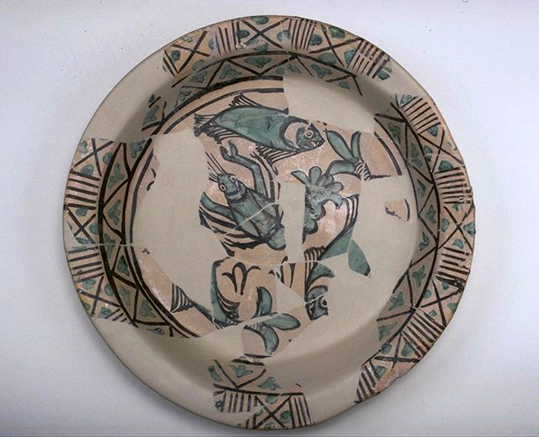
Bassine peinte de motifs géométriques et d'animaux stylisés, Faenza, XIVe siècle.
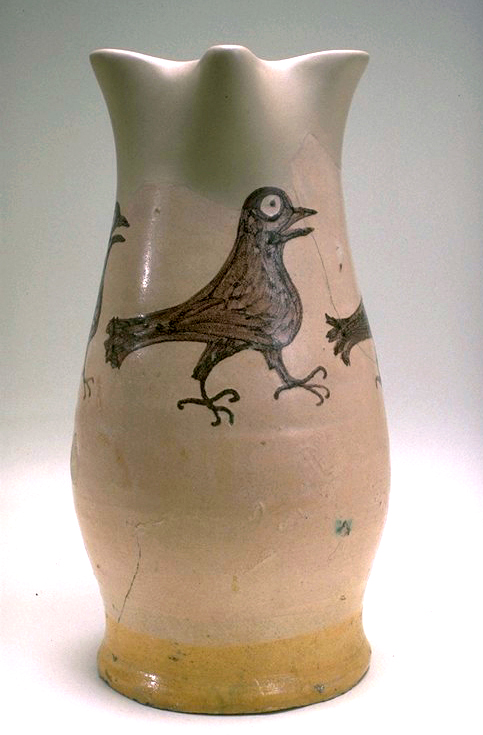
Chope peinte d'un oiseau, Faenza, XIVe siècle.

### XVesiècle

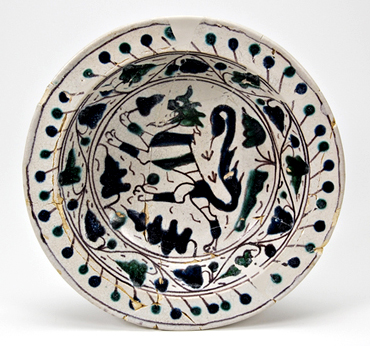
Plat au « lion rampant », décor zaffera en relief, Faenza, début du XVe siècle.

Au début du XVe siècle, à la fin de la phase archaïque, les céramiques faentines commencent à se distinguer par la blancheur, la structure des émaux et l'addition de nouveaux pigments colorés. La production se caractérise par des thèmes ornementaux variés qui savent éviter les excès stylistiques.
Deux genres décoratifs principaux se succédèrent dans ce qui sera défini comme le Style sévère. Dans le premier genre, les maîtres faentins reprennent les thèmes du style archaïque en s'inspirant, pour les ornements, des décors byzantins. Ils atteignent une rare perfection dans le style zaffera — de l'arabe al-safra (cobalt), où, sur un fond parfaitement blanc, se détache un émail cobalt épais et intense. Dans le style « italo-mauresque », c'est l'influence des majoliques hispano-mauresques, en provenance de l'île de Majorque et de l'Espagne, qui prédomine. On trouve autant de maîtrise dans ce style, qui imite magistralement la nuance dorée du « lustre métallique » hispano-mauresque à travers l'association des couleurs bleu et jaune (le cobalt s'éclaircit et s'atténue en grisant et le jaune s'approche de la citrine).
Dans le second genre, à côté des thèmes chers au gothique tardif, floral et flamboyant (dont le motif par excellence est celui de la « feuille roulée »), naissent les styles décoratifs en provenance des régions orientales et de la Chine, que véhiculent les porcelaines introduites en Europe le long de la Route de la soie. Ce sont les styles à l'« œil de plume de paon », à la « palmette perse » et « à la porcelaine », décors repris sur les premières céramiques chinoises importées en Occident, pendant la première période de la dynastie Ming.
Jusqu'au milieu du XVe siècle, aux artefacts émaillés s'ajoutent des céramiques graffiti, engobées et émaillées, avec des décorations phyto-zoomorphes stylisées caractéristiques en vert bicolore (ramina) et brun jaunâtre (ferraccia).

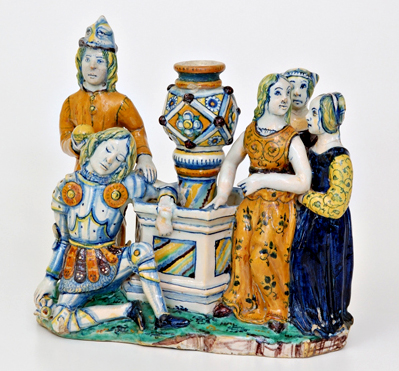
Encrier avec la représentation du jugement de Pâris, Faenza, fin du XVe siècle.

Dans la seconde moitié du XVe siècle, la production de céramiques gravées et de faïences peintes s'impose, tant avec des thèmes symboliques sensibles aux courants néoplatoniciens, qu'avec le genre « amateur » ou la représentation de visages masculins et féminins à la délicate pureté formelle.
C'est le cas, par exemple, de la diffusion de bols, engobés, gravés et émaillés, ou de majoliques émaillées, où le visage de l'être aimé est représenté. On en conserve la tradition du « gentile » pour consacrer les unions, d'où le nom de ces céramiques, Gameli, où les époux, en buvant à la même coupe, confirment ainsi leur intention matrimoniale commune. Il existe également des preuves de l'utilisation de ces objets pour distribuer des dragées aux invités à la fin des célébrations de mariage.
De petites sculptures en majolique polychrome, en ronde-bosse ou en bas-relief, au sujet sacré et profane à connotation presque féerique, se distinguent dans le dernier quart du XVe siècle. Les sujets s'inspirent des œuvres monumentales qui ont inspiré le répertoire des maîtres sculpteurs de la vallée du Pô.
Parmi les représentations profanes, la plus répandue est celle en forme d'encrier avec le Jugement de Pâris, avec les dieux et les héros Mercure, Pâris, Vénus, Junon et Minerve.. disposés autour d'une fontaine. L'allégorie identifie Éros, transvasé dans l'encre, comme la source de l'inspiration qui doit ennoblir l'écriture.

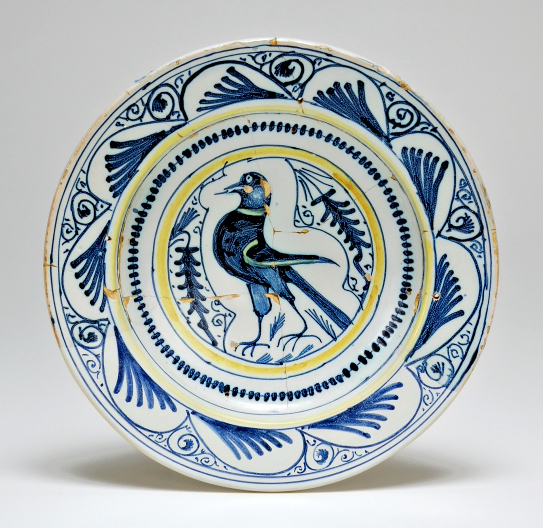
Plat avec oiseau stylisé, famille italo-mauresque, Faenza, milieu du XVe siècle.
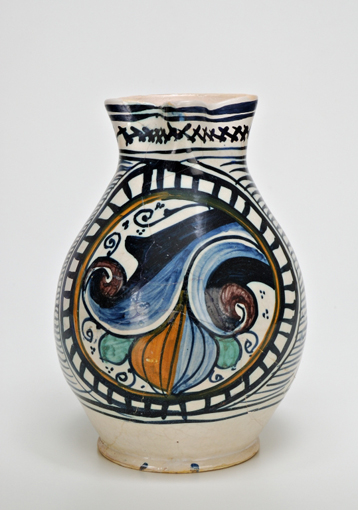
Chope avec le motif de la feuille gothique cartoccio, famille gothique florale, Faenza fin du XVe siècle.
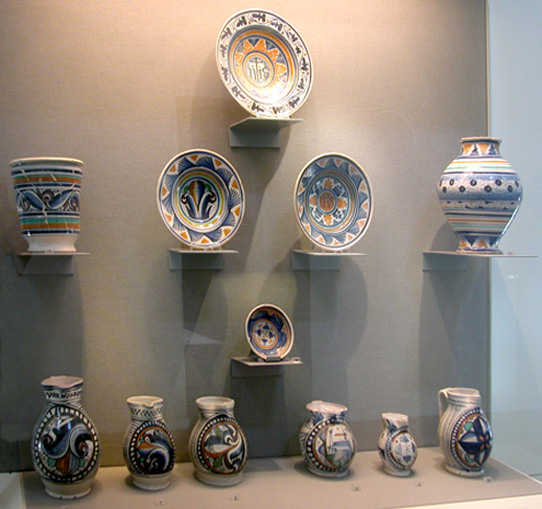
Vitrine avec des objets de Faenza du XVe siècle.
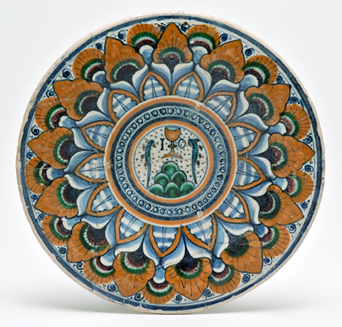
Assiette à décor « oeil de plume de paon », Faenza, fin du XVe siècle.

### Cinquecento

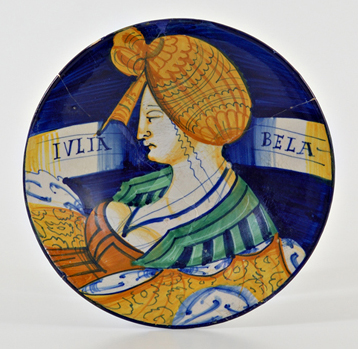
Plat avec peint IULIA BELA (Belle Julia), Faenza, fin.

La production de faïences décorées dans le style « porcelaine » avec des cruches, chopes, assiettes, plateaux et albarelli, également à anses torsadées, se poursuit tout au long du premier quart du XVIe siècle ; les couleurs sont en grande partie bleu monochromatique, avec des nuances d'orange, de rouge, de vert et de jaune, dans les cartouches et dans les représentations héraldiques.
Au début du siècle, les ateliers de Faenza acquièrent leur autonomie linguistique décorative propre, associée à une haute qualité technique, avec l'affirmation des ornements caractéristiques de la Renaissance.
Des représentations délicates de la figure humaine apparaissent sur les faïences, tout en restant limitées aux personnages individuels types, tels que pages, dames, musiciens ou figures allégoriques jusqu'au thème, commun à diverses manufactures de la région centrale de l'Italie, des soi-disant « belles femmes » ou « belles », peintes de couleurs vives, au décolleté généreux, aux robes somptueuses, aux coiffes, et aux nombreux noms : la belle Julia, la belle Eugenia, la belle Laura, la belle Bernardina, la belle Maria, la belle Diana, la belle Laura, comme le remarquera Giulio Castellani dans son poème du XVIe siècle dédié à la « Belle de Faenza ».

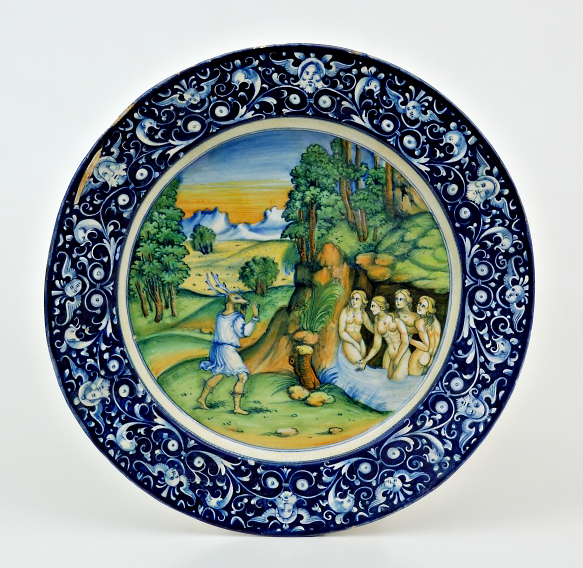
Assiette à décor de grotesques et de cavet historiés représentant "Actéon transformé en cerf", Faenza, vers 1530-1535.

La recherche iconographique, sensible aux demandes d'une clientèle de plus en plus exigeante et cultivée, conduit les maîtres de Faenza à s'exprimer à travers une virtuosité décorative d'une rare beauté. C'est le cas des peintures de grotesques sur fonds bleus réalisées à partir des découvertes des vestiges de la Domus aurea appelés « grottes », à l'imagerie décorative. Ainsi, animaux fantastiques et monstrueux, cornes d'abondance, trophées d'armes anciennes, bustes et portraits, également encadrés d'armoiries héraldiques, et figurines entières, sont représentés sur la majolique, parmi de délicates volutes feuillagées.

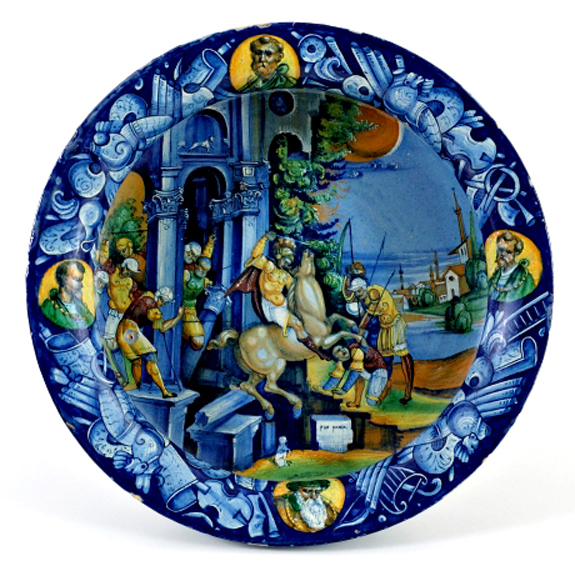
Plat historié représentant le sacrifice de Marco Curzio. atelier du maître Pietro Bergantini. Faenza 17 juin 1529

Le décor se complexifie, jusqu'à atteindre une excellente complétude formelle et narrative vers le deuxième quart du XVIe siècle avec la représentation de thèmes tirés de la mythologie et de l'Ancien et du Nouveau Testament. C'est l'époque du style historié dans lequel s'expriment des maîtres d'une valeur incontestée tels que Pietro Bergantini, Baldassarre Manara et Pirotto Paterni, l'ancêtre de la Ca' Pirota. La « coupe » de l'atelier de Pietro Bergantini (don Galeazzo Cora) est une pièce fameuse des collections du Musée, avec l'histoire, peinte sur fond berrettino (bleu) du sacrifice légendaire de Marcus Curtius, à l'intérieur d'une scène animée pleine de pathos ; au recto de la coupe figure l'inscription Fat in Faensa i labotega DM Piere Bergatio MCCCCC 1529 adi i7 dt zugno. Sont aussi représentatifs, entre autres, du style historié : le plat, toujours de Pietro bergantini, avec la représentation du Parnasse ; la coupe avec l'Adoration des bergers de Baldassarre Manara, reproduction fidèle d' une gravure de Marcantonio Raimondi qui s'inspira du sujet de Francesco Francia ; le plat avec Actéon transformé en cerf.
Les grotesques entourent souvent les histoires, enrichies de festons de feuilles et de fruits, également inspirés par les Della Robbia. Dans la coupe Bergantini, peut-être l'œuvre la plus fascinante conservée par le musée, les trophées d'armes sont rejoints par des instruments de musique tels que clairons, cithares, altos et tambours.

Au milieu du XVIe siècle, les majoliques destinées aux apothicaires établissent également le décor « quartieri », avec des couleurs vives, des divisions linéaires et courbes qui, sur un fond jaune, vert, orange et rouge, reprennent les formes décoratives des grotesques, telles que des dauphins, des rinceaux feuillagés, des ailes, des feuilles d'acanthe stylisées et des guerriers ou personnages légendaires, tirés de la littérature de la Renaissance. Souvent, les sujets font référence aux héros des poèmes de Matteo Maria Boiardo et L'Arioste, centrés au-dessus des différents rouleaux médicinaux comme dans le vase globulaire dans lequel le buste d'Agramante est peint au-dessus du rouleau médicinal. Les formes sont celles des objets destinés aux officines : piluliers, albarelli, pichets, verseurs, grands pots et flacons.

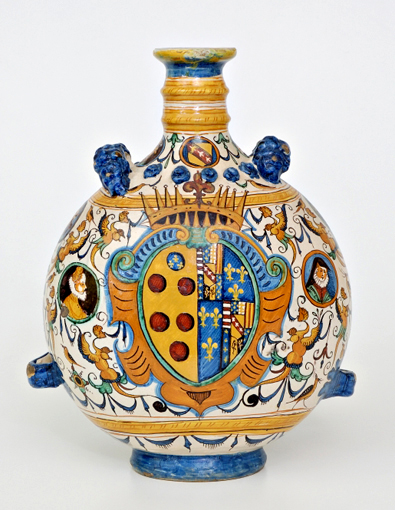
Flacon du milieu du XVI

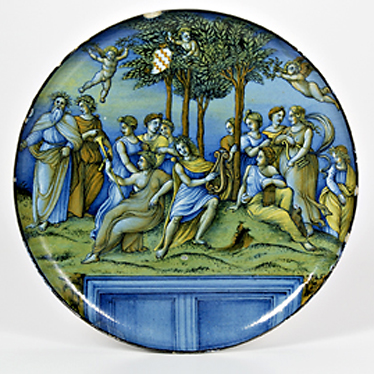
Plat historiée avec la représentation du Parnasse, atelier de Pietro Bergantini.
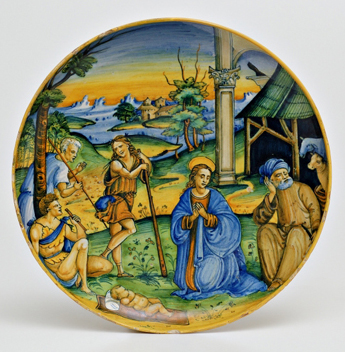
Coupe historiée avec "L'adoration des bergers", Faenza, Baldassarre Manara, vers 1535-1540.
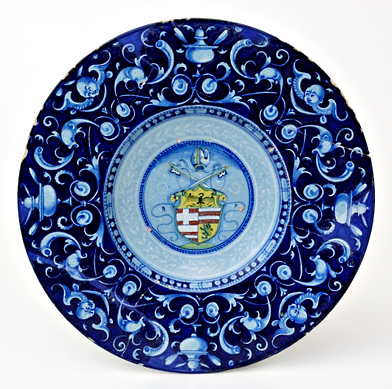
Assiette aux grotesques, centrée sur les armoiries de Pio Rodolfo da Carpi, évêque de Faenza, Faenza, deuxième quart du XVIe siècle.
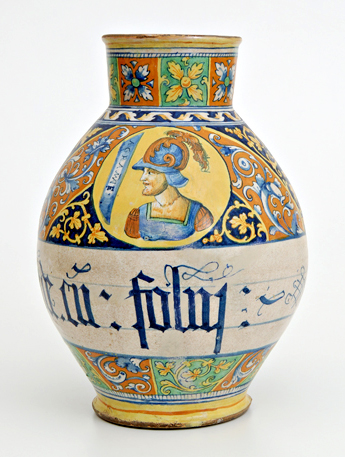
Vase à décor « quartieri », centré d'un médaillon au buste d'Agramante au-dessus du registre pharmaceutique, Faenza, vers 1550.

### «Bianchi di Faenza»

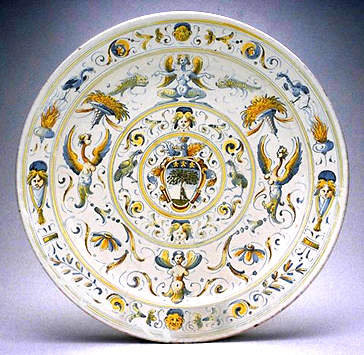
Coupe « raphaelesque » et armoiries de la famille Liverani de Faenza, Faenza,

Un changement stylistique et formel dans la production de la faïence de Faenza est noté un peu après le milieu du XVIe siècle. Les maîtres qui ont obtenu une grande renommée et un grand succès par la virtuosité picturale, les combinaisons chromatiques vives, les thèmes narratifs du style historié, la virtuosité des partitions géométriques élaborées, sont soudainement confrontés à la nécessité d'opérer une catharsis qui s'identifie dans l'exaltation du blanc, la toile virginale sur laquelle écrire une nouvelle page et ainsi se projeter vers des horizons renouvelés.
S'ouvre la période du blanc, qui privilégie la recherche formelle sur celle de la couleur à tel point que la majolique dans les « Bianchi di Faenza », à la couleur laiteuse dense, se pare de guirlandes très douces et aériennes pour entourer des amours aux formes Berninniennes, des chevaliers, des figures féminines et des guerriers turcs.
Une palette émerge qui dilue la couleur bleue, jaune ou orange, la révélant presque en l'appliquant sur les artefacts aux formes sinueuses et perforées, qui est nommée « Tavolozza languida » (« Palette Languissante ») ; en raison du léger trait pictural qui résume tout, cette longue période reçoit le nom de stile compendiario, du latin compendium, signifiant économie, raccourcissement, voie plus courte.
Le motif grotesque figure dans des formes nouvelles : les salières sont soutenues par des harpies et des dauphins, les seaux à glace soutenus par des pieds de forme zoomorphe auxquels s'ajoutent obélisques et encriers, les coupes sont umbonées ou ajourées, le tout en dépassant des canons de la Renaissance et en interprétant avec virtuosité le Maniérisme et le passage au Baroque.
La nouvelle production rencontre un tel succès que les ateliers de Faenza l'adoptent jusqu'à la fin du XVIIe siècle où elle prend une forme quasi sérielle. Les « Bianchi di Faenza » sont exportés dans toute l'Europe, rencontrant une telle faveur que le terme « faïence » est inventé pour désigner la majolique, liant ainsi, au cours des siècles suivants et jusqu'à aujourd'hui, le nom de Faenza à tout artefact en majolique.
Les partisans et les plus grands représentants de ce type de majolique sont les potiers Virgilio Calamelli et son atelier, Leonardo Bettisi dit Don Pino et les Dalle, Palle ou Giangrandi, qui travaillent du milieu du XVIe siècle aux premières décennies du XVIIe siècle.

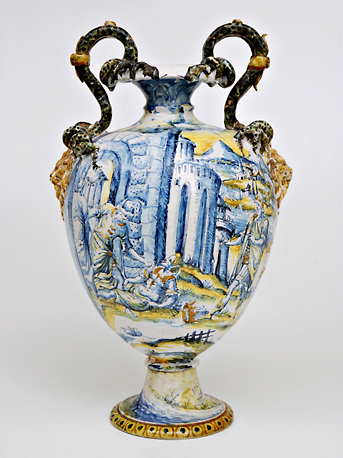
Amphore avec une représentation tirée de l’Ancien Testament : Samuel qui transperce Agag, Faenza, atelier de Leonardo Bettisi, dernier quart du XVIe siècle.
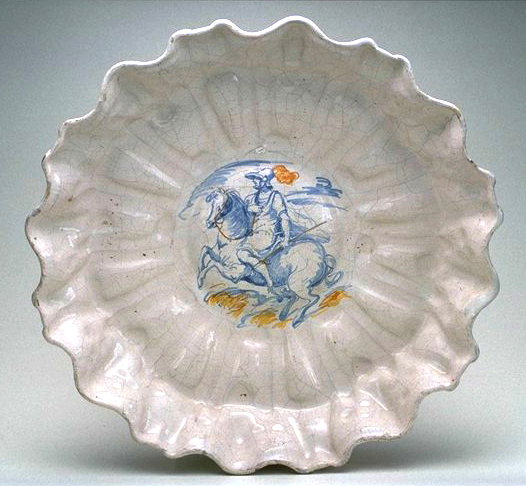
Coupe avec figure de chevalier dans le style compendiario, Faenza, atelier de Virgilio Calamelli, avant-dernier quart du XVIe siècle.
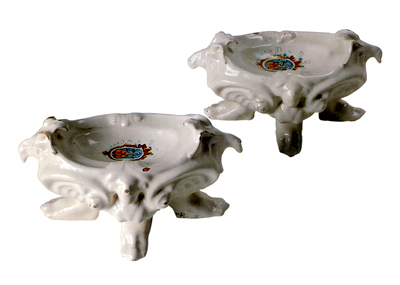
Couple de salières avec les armoiries des Garzoni de style compendiario, Faenza, atelier de Virgilio Calamelli, avant-dernier quart du XVIe siècle.
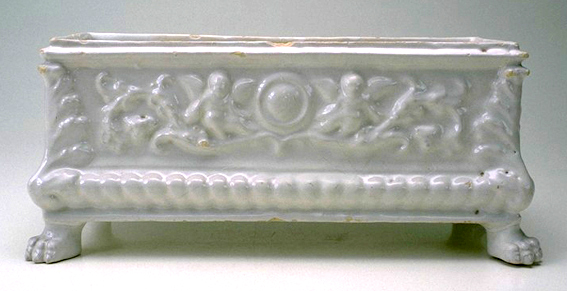
Petite urne avec putti ailés et ornés en relief, Faenza, seconde moitié du XVIe siècle.

## Ateliers du Latium duXIVeauXVIesiècle
Grâce également aux précieuses collections de Galeazzo Cora et Angiolo Fanfani, données au musée, la section présente un vaste répertoire d'œuvres d'autres ateliers italiens de la fin du Moyen Âge, de la Renaissance et du Maniérisme.

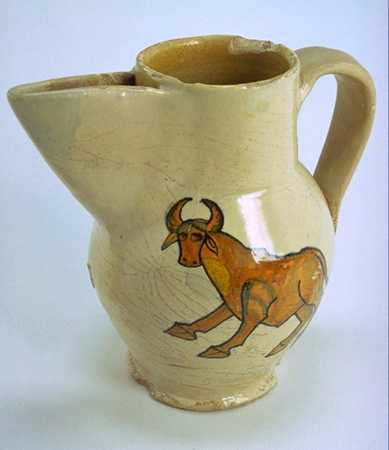
Panata du Latium avec un taureau, milieu du XVe siècle.

L'itinéraire serpente à travers les régions en commençant par le Latium pour lequel sont exposées des œuvres proto-céramiques médiévales datant de la fin de l'époque romaine. Il s'agit d'une poterie simplement émaillée dite « céramique verte et brune » qui est suivie d'un groupe de céramiques de la région de Viterbe datant du XIVe – XVe siècle, avec des décors stylisés, d'abord en vert cuivré bicolore (épais) et brun manganèse, puis au safran épais et dilué, répandu à cette époque dans tout le centre-nord de l'Italie.
Les formes sont typiques de la majolique archaïque avec des bols, également carénés, des tasses à deux anses, des assiettes, des bassines et des chopes, dont la « panate », au bec très prononcé, pour servir la soupe au pain.
Les décorations sont conformes à celles communes à toute la péninsule, avec des stylisations géométriques-phytomorphes, des armoiries héraldiques, des bustes féminins et masculins (avec des coiffures, des coiffes et des vêtements d'époque), des oiseaux fantastiques et des dragons ailés.
L'utilisation du safran épais ou dilué pour décorer les poteries connut un succès considérable pour les céramiques produites dans le nord du Latium jusqu'à la fin du XVe siècle.

## Ateliers des Abruzes duXIVeauXVIesiècle
L'art de la céramique des Abruzzes est attesté par des trouvailles d'usage courant depuis le XVe siècle, mais la majolique de haute qualité commence à être produite dans la deuxième décennie du XVIe siècle, à Castelli grâce au four de la famille Pompei, dont émerge la figure d'Orazio aux clients prestigieux.
C'est le cas du célèbre et monumental ensemble à pharmacie Orsini Colonna, à la typologie aux formes originales, somptueusement décoré et aux couleurs vives et élégantes. Parallèlement, à partir du milieu du XVIe siècle, apparaissent dans la céramique de Castelli, des vases aux formes ondulées et aux décorations raffinées qui interprètent avec une grande cohérence l'évolution stylistique de la Renaissance au maniérisme.
Les artefacts en lapis-lazuli bleu, d'un goût excentrique et raffiné, aux formes en gousses et enrichis plastiquement par des masques, des sphinx ailés et des pattes de lion, comme pour la céramique de style compendiario, en sont d'excellents exemples. Cette production s'inspire de l'argenterie de la fin de la Renaissance.
Un seau à glace est conservé, exemplaire exceptionnel dont un jumeau est connu dans les collections du musée de l'Ermitage, tous deux faisant partie du célèbre service de table commandé par le cardinal Alexandre Farnèse (1520-1589). Décoré d'arabesques d'or très fines sur fond de lapis-lazuli et des armoiries du cardinal, appelé le « vasca Farnese », il montre comment les maîtres de Castelli ont acquis une technique et une capacité d'exécution considérable, atteignant le rendu imaginatif du verre classique de l'époque hellénistique.

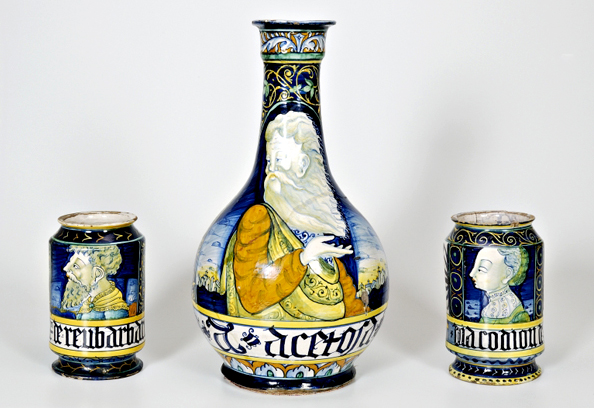
Flacon et deux albarelli de l'ensemble Orsini Colonna, Castelli, four des Pompéi, première moitié du XVIe siècle av. J.-C.
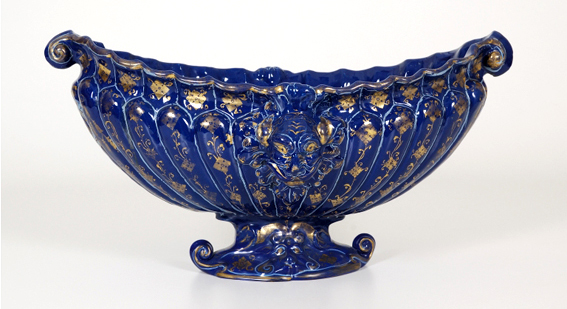
Vasca Farnese en forme de bateau avec mascarons, décoré d'arabesques et des armoiries du cardinal Alexandre Farnèse, Castelli, troisième quart du XVIe siècle av. J.-C.

## Ateliers d'Ombrie duXIVeauXVIesiècle

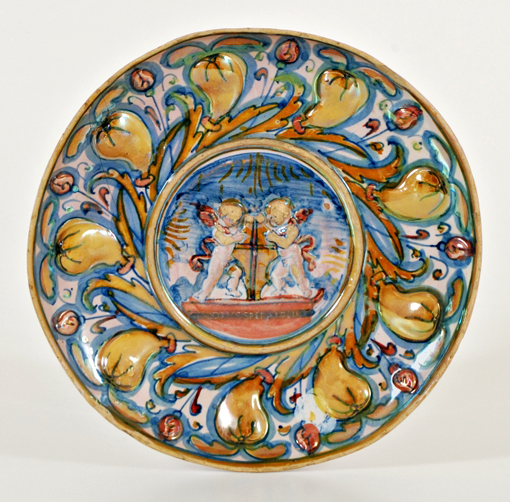
Coupe en lustre métallique avec l'inscription « OPUS.SPERANDEI », atelier de Giorgio Andreoli, Gubbio, début XVIe siècle.

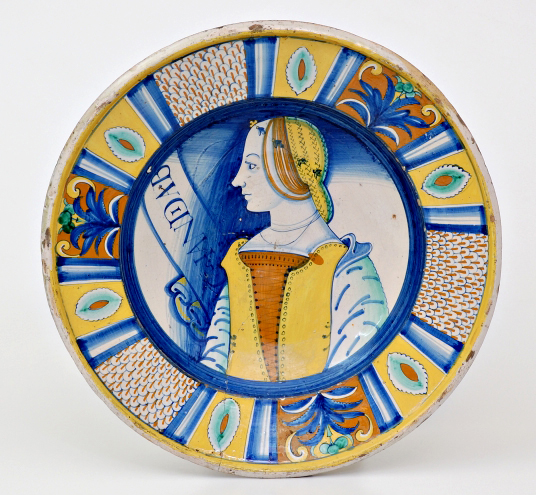
Plat de réception avec la figure de la « Belle », spécifiée « CHANDIDA. B. », Deruta, première moitié du XVIe siècle.

L'itinéraire se poursuit avec la collection de céramiques d'Ombrie à partir de l'époque archaïque. L’activité dans le domaine de la céramique est attestée à Gubbio depuis le XIIe siècle, mais avec un nombre significatif de références seulement à partir de la première moitié du XIVe siècle. De nombreuses pièces médiévales sont peintes dans le style « archaïque », sobre en formes et en couleurs, avec un répertoire similaire, du moins pour la vaste production d'Orvieto, à celui de la région de Viterbe.
Plus tard, vers la fin du XVe siècle, dans les ateliers ombriens, parmi lesquels excellent ceux de Deruta et Gubbio, actifs depuis la fin du XIIIe siècle, ainsi que celui mineur de Gualdo Tadino profondément influencé par son voisin Gubbio, les thèmes chers à la fin de l'époque gothique sont également reproduits sur des poteries principalement destinées aux trousseaux de pharmacie. Les peintures présentent une vive polychromie : animaux fantastiques, festons, rubans, palmettes, cornes d'abondance, dauphins, grotesques et armoiries héraldiques.
Dans les premières décennies du XVIe siècle, la production ombrienne atteint la splendeur de la Renaissance, même avec des majoliques de grande taille, gagnant renommée et honneurs au sein des ateliers de céramique de l'époque. De grands plats et services de table d'apparat, peints en monochrome bleu ou en bicolore jaune/bleu vif et rendu précieux par l'ajout d'un lustre métallique aux reflets rouge rubis, jaune doré et plus rarement argenté, apparaissent, s'appliquant aussi aux céramiques peintes de thèmes historiés.
L'atelier de Giorgio Andreoli à Gubbio est le plus célèbre ; ses lustres métalliques à reflet doré ou argenté, et surtout (pour leur unicité) rouge rubis, resteront inégalés. Une coupe réalisée à partir d'une médaille de l'orfèvre-graveur Sperandio de' Savelli de Mantoue (1425-1495) en constitue un exemple précieux. Tout autour, une couronne de perles, alternant avec des baies en relief, est peinte sur toute la surface. Elle se présente comme l'un des premiers modèles fidèlement repris et agrandis de la précieuse médaille d'un orfèvre graveur d'excellence.
Une autre typologie de dérivation raphaelesque est bien représentée dans une assiette peinte et émaillée à reflet doré, avec un amour dans le cavet et des grotesques, sur fond turquoise, dans le large bord. Les grotesques délicats comprennent des têtes d'oiseaux fantastiques, une sirène, des mascarons, des coquilles ; l'inscription SPQR au-dessus rappelle les gloires de la Rome antique.
De nombreux céramistes de Gubbio expérimentent avec une grande habileté la technique du lustre métallique, dont les Traversi, les Flori et Giacomo di Paoluccio. Les grands maîtres d'Urbino, tels que Giulio da Urbino et Xanto Avelli entre autres, se référent également aux ateliers de Gubbio, pour embellir leurs œuvres historiées avec l'ajout de reflets métalliques, obtenant un résultat d'une telle beauté qu'elles seront incluses parmi les chefs-d'œuvre de l'art céramique de tous les temps.
Les grands plats de réception et les vases, souvent à deux anses, également décorés d'un ajout de lustre métallique, préférant l'or, produits dans les ateliers de Deruta jusqu'à toute la première moitié du XVIe siècle sont tout aussi réussis.
Dans le spécimen peint en bicolore jaune et bleu, le lustre doré donne une rare élégance à la représentation de Judas Maccabée, choisi parmi les figures les plus représentatives des trois époques de l'histoire du salut identifiées par Augustin d'Hippone. Vêtu d'une armure précieuse, il monte un cheval caparaçonné, aux harnachements raffinés ; dans le cartouche, figure l'inscription « ISO.LORE.IVDA.MACHABEO.CRUDELE ». L'image dérive probablement d'une série de gravures allemandes avec des représentations de personnages illustres ; l'un des attributs de Judas Maccabée est constitué de trois oiseaux de proie, qui figurent sur le bouclier.
Dans les œuvres à polychromie dépourvue d'éclat, le décor apparaît tout aussi vivant qu'élégant à la fois, avec de riches gousses peintes en rouge et bleu, des animaux fantastiques, des rinceaux feuillagés d'inspiration raphaelesque, des décors phytomorphes ; sur les albarelli et les cruches, en particulier, on retrouve la représentation de la figure humaine exprimée dans les types de pages et de dames iconographiquement similaires à ceux peints sur la céramique de Faenza de la même période.
Au contraire, de nouvelles formes décoratives apparaissent au dos des plats de Deruta, comme celle appelée « dos de pétale » avec des pétales peints en séquence et disposés selon un motif radial. S'agissant de la production historiée à laquelle Deruta ne paraît pas particulièrement familière, une place exceptionnelle est occupée vers le milieu du XVIe siècle par Giacomo Mancini dit « El Frate », avec ses grands plats de réception rehaussés à plusieurs reprises de lustre métallique. Dans sa production, les histoires se démarquent pour raconter des épisodes tirés de poèmes épiques et chevaleresques, des scènes tirées des Métamorphoses d'Ovide et des thèmes abordés par les grands artistes de la Renaissance, avec une attention particulière pour l'œuvre de Raphaël. Le fragment de bassine représentant le combat entre Bradamante et Marfisa (Orlando furioso, chant 36), tiré de l'édition de 1542 de Gabriele Giolito de' Ferrari à Venise et signé au dos « J Druta El frate pensittj », en est particulièrement représentatif.

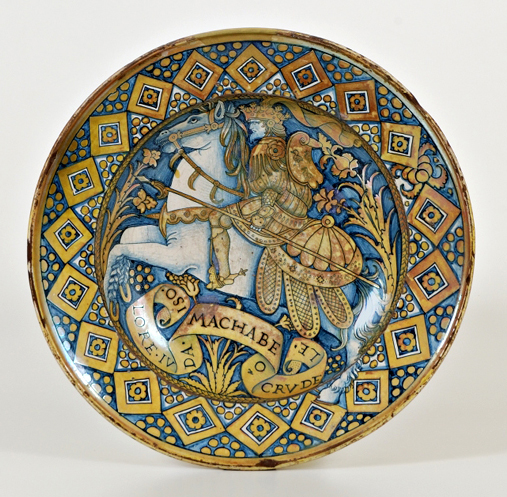
Plat d'apparat avec représentation du roi Judas Maccabée à cheval, Deruta, première moitié du XVIe siècle[28].
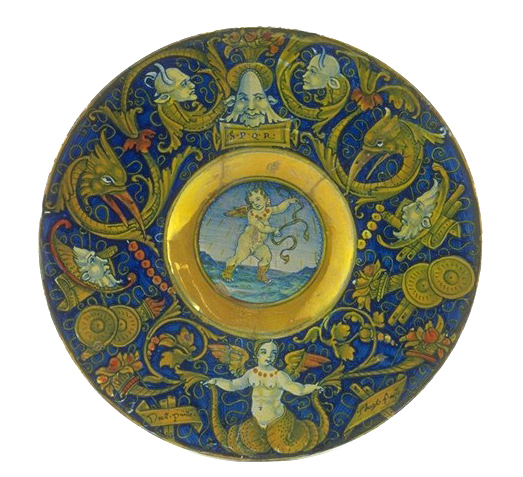
Plat peint et doré, avec un cupidon dans le cavet et des grotesques, sur fond turquoise, sur le large bord, Maître Giorgio Andreoli, Gubbio, vers 1525.
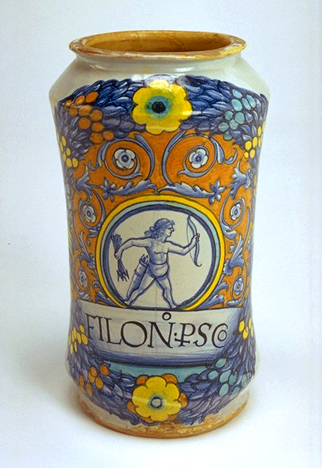
Albarello avec un cupidon avec arc, carquois et flèches entouré d'une somptueuse guirlande ; dans le registre inférieur, le cartouche pharmaceutique à l'inscription « FILONO.PSCO » (Filonio Persico) , au dos date de 1505.
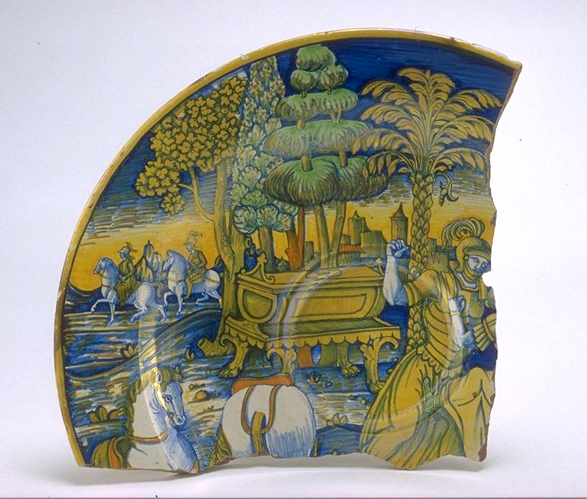
Fragment d'un plat décoré à l'aquarelle, Deruta, Giacomo Mancini dit El Frate, daté de 1545.

## Ateliers des Marches duXIVeauXVIesiècle
Au début du XVIe siècle, les ateliers de céramique des Marches sont profondément influencés par la culture humaniste koiné propre à la haute bourgeoisie et à la grande noblesse de l'époque. Les maîtres potiers, plus que sensibles à ces demandes, s'essaient avec grand succès à une tendance figurative de plus en plus appréciée et sont sollicités par la pression stimulante d'une clientèle cultivée faisant preuve d'une fréquentation savante de textes littéraires très en vogue comme Hypnerotomachia Poliphili de Francesco Colonna, les Métamorphoses d' Ovide, le Deche de Tite-Live, les Figures de la Bible.
A Urbino, dès 1530, la production de faïences est déjà célèbre pour « l’excellence des histories et des fabules ». Celles-ci sont souvent tirées des éditions illustrées des Métamorphoses d’Ovide dont on a publié à Venise en 1522, la traduction en langue vernaculaire de Nicolò degli Agostini, en 1553, la traduction de Louis Doux et en 1559, l’édition de Lyon imprimée par Gabriello Symeoni accompagnée des gravures de Bernard Salomon. La reprise des vulgarisations des Métamorphoses et surtout des illustrations, est plus fréquente .
On retrouve ainsi dans les œuvres en céramique, les thèmes narratifs de l'histoire inspirés des œuvres des maîtres de la Renaissance et notamment de Raphaël, ainsi que toute la production de gravure de Marcantonio Raimondi qui se réfère à cette époque aux œuvres de Raphaël, le maître d'Urbino. Le vaste corpus d'œuvres présentes dans les collections du musée, dans lequel le passage de la première à la deuxième période historiée plus complète est entièrement décrit, précisément dans toute la région du Métaure , avec les ateliers de Pesaro et Casteldurante (plus tard Urbania), en apporte une preuve précieuse.

### Urbino

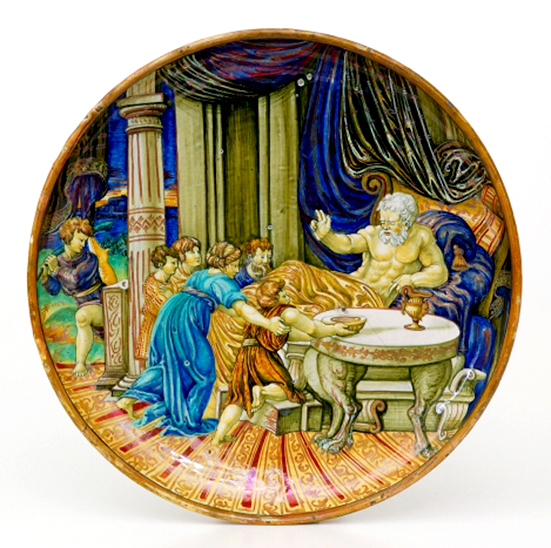
Assiette historiée avec la scène d'Isaac bénissant Jacob, Francesco Xanto Avelli, émaillée à Gubbio par Mastro Giorgio Andreoli, datée 1529 au recto.

De véritables chefs-d'œuvre de l'art céramique d'Urbino sont présentés dans la section, avec les œuvres des grands potiers : Nicola da Urbino (Niccolò Pellipario) et Francesco Xanto Avelli da Rovigo actif à Urbino vers 1530, Guido Durantino et de son fils Orazio, le célèbre atelier des céramistes Fontana, et dans le dernier quart du XVIe siècle jusqu'à environ 1630 l' atelier florissant d' Alfonso et Antonio Patanazzi.
Nicola da Urbino est particulièrement sensible à l'œuvre de Raphaël, comme dans la plaque avec La montée au Calvaire peinte dans son atelier. L'œuvre s'inspire de l'estampe intitulée Le Portement de Croix de Marcantonio Raimondi, qui a connu le chef-d'œuvre de Raphaël (aujourd'hui au musée du Prado), probablement grâce à une copie d' Agostino Veneziano. La scène animée, délimitée par un décor architectural où s'ouvre un délicat paysage fluvial, est appelée Le spasme comme on peut le déduire de l'évanouissement soudain qui s'empare de la Vierge Marie, soutenue par les femmes pieuses, lors de la montée au calvaire de Jésus sur laquelle toute l'image est centrée.
out au long du XVIe siècle jusqu'aux premières décennies du XVIIe siècle, les grotesques se démarquent parmi les motifs décoratifs et se transforment, du fait de l'influence des peintures à fresque des Loges de Raphaël, pour entourer les partitions historiées de cruches, tasses, plats de réception, vases et grandes glacières, souvent enrichis de décors avec des animaux fantastiques et des cariatides de toutes formes.
De plus, en hommage au duc François Marie Ier della Rovere, patron des artistes, des hommes de lettres et des ateliers de céramique de son territoire (auquel Francesco Xanto Avelli dédiera un poème littéraire), la décoration de « cerquate » (feuilles de vigne et de chêne, glands et grappes mêlés) connait une certaine diffusion, comme une stylisation du chêne en référence au nom de la puissante famille Della Rovere dont c'est l'emblème.
Les nobles les plus importants du XVIe siècle, comme le connétable de France Anne de Montmorency (1493-1567), le cardinal Antoine Duprat, les Strozzi, les Pucci, la maison de Gonzague, les Paléologue de Monferrat, passent commandes aux potiers d'Urbino. La « crédence » commandée pour célébrer le mariage entre Frédéric II de Mantoue et Marguerite de Montferrat demeure la pièce la plus importante ; le service trouve sa limite chronologique entre 1531, date du mariage, et 1540, année de la mort de Frédéric II ; le plat conservé au musée constitue l'une des œuvres historiées les plus précieuses du parcours muséal.
Le « buffet » composé de centaines de pièces de toutes formes créées par Antonio Patanazzi pour le troisième mariage d'Alphonse II d'Este avec Marguerite de Mantoue (1564-1618), est tout aussi connu, où sur chaque œuvre il est peint la devise ardet æternum, signifiant l'amour éternel entre Alphonse et sa jeune nièce Marguerite.
Parmi les « crédences » commandées par le duc de Mantoue, le musée possède une assiette peinte par Nicola da Urbino avec les armoiries des Gonzague-Paléologue sur lesquelles est placée une couronne ducale soutenue par un cupidon ; l'artefact est historié avec la représentation du char de Mars : le Dieu assis sur le char est remorqué entre les nuées par deux Déesses, tandis qu'une troisième s'apprête à poser sur sa tête une couronne triomphale ; au centre de la représentation, Cupidon capturé est en train de décocher une flèche.

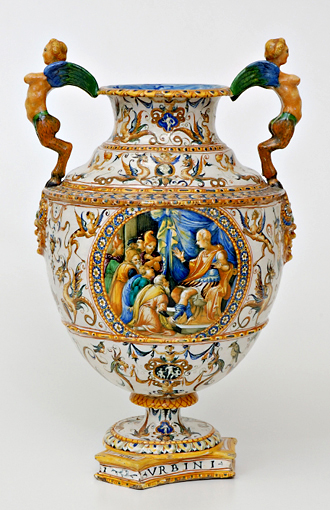
Grande amphore décorée à la manière raphaëlienne et d'un médaillon avec la soumission des Gaulois à Jules César, autrefois dans le trousseau de l'apothicairerie Roccavaldina, à la base est inscrit « ANTONI PATAZI VRBINI 1580 », Antonio Patanazzi, Urbino[34].
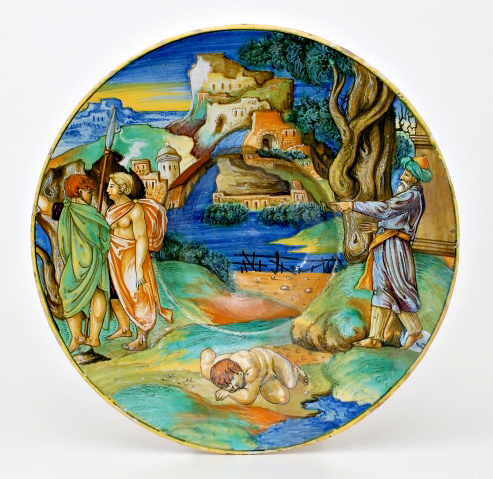
Plat illustrant le mythe de Jason et Médée, l'œuvre porte la signature de Francesco Xanto Avelli da Rovigo au revers, Urbino, vers 1531-1532.
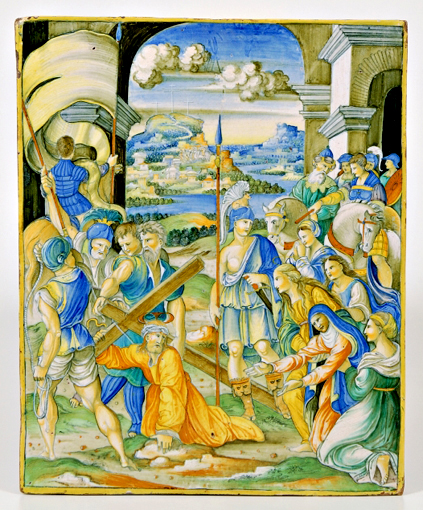
Le Spasme, Niccolò Pellipario dit Nicola da Urbino (cercle de), Urbino, v. 1525.
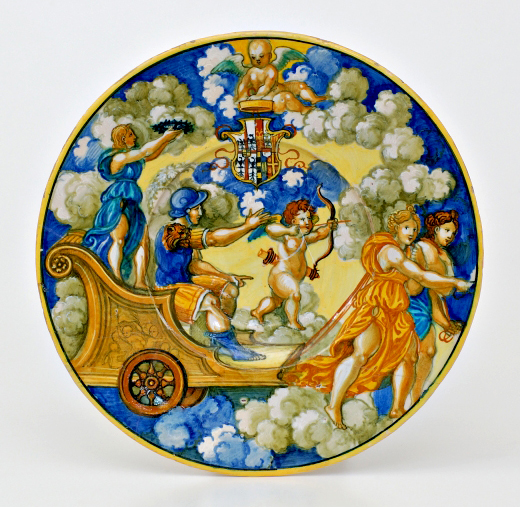
Assiette peinte avec Le Chariot de Mars, en haut armoiries des Gonzague-Paléologue, Nicola da Urbino, Urbino, 1531-1533.

### Casteldurante
À Casteldurante (plus tard Urbania), la céramique est produite dès le début du XVe siècle, mais c'est avec la pleine Renaissance et grâce au mécénat cultivé des ducs d'Urbino, François Marie Ier della Rovere et Guidobaldo II della Rovere, que ses ateliers de céramique produisent des ouvrages d'une extrême importance, à la suite de l'effervescence artistique qui implique toute la région du Métaure « nourrie par le raphaëlisme, par les grands modèles de la peinture et par la culture des humanistes de la cour ». Les céramiques peintes, avec des thèmes historiés et de splendides grotesques, de Simone Colonnello, Zoan Maria Vasaro, Sebastiano Marforio, les Picchi et bien d'autres, en témoignent.
Parmi les œuvres exposées, le vase à décor grotesque appartient à la période de maturité de l'atelier florissant de Simone da Colonnello, dont la maîtrise a dû inspirer la production durant toute la période. Cet ouvrage précieux résume toute l'expérience décorative du grotesque de la Renaissance, avec ses suggestions fantastiques et, dans la transition vers des formes décoratives maniéristes plus dilatées en arrière-plan du dessin, avec des couleurs chaudes et des nuances douces et claires et sombres sur un fond bleu ; les artistes de Casteldurante obtiennent un résultat d'équilibre formel et stylistique savant.
Les figures des grotesques perdent progressivement leur intensité iconographique, à laquelle une référence allégorique est sous-jacente, et bien qu'elles s'inscrivent définitivement dans un style décoratif quasi sériel, elles conservent un grand charme décoratif jusqu'à la fin du XVIe siècle.

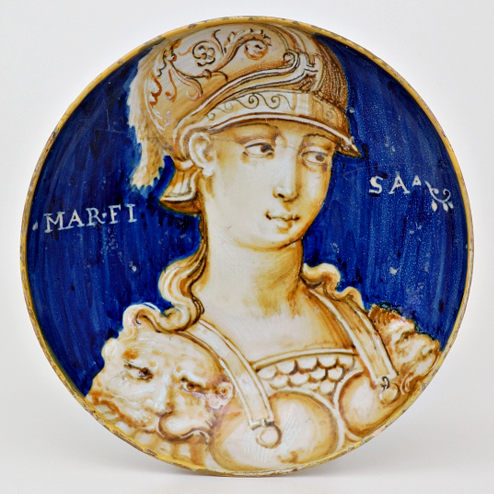
Plat peint en bicolore bleu et ocre à buste féminin orné d'une armure et d'un casque à plumes ; sur le fond bleu le mot « Marfisa » ; typologie des « Belles Femmes », Casteldurante, première moitié du XVIe siècle.
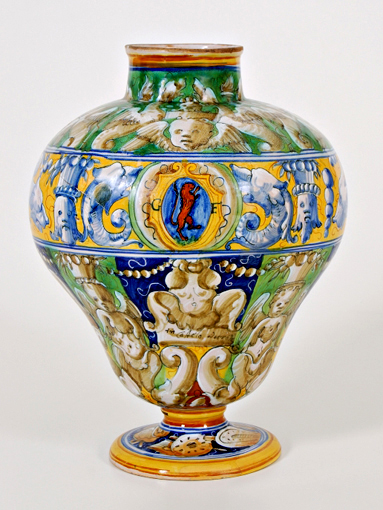
Vase peint de différents ordres de grotesques, au centre un médaillon avec un lion rampant, Casteldurante, atelier de Simone da Colonnello, 25 juin 1562.

### Pesaro
À Pesaro, la majolique est produite depuis la première moitié du XVe siècle dans le respect du style archaïque. Par la suite, des faïences d'excellente qualité sont créées qui appartiennent aux familles des « plumes de paon », des « feuilles froissées » et de la « porcelaine », ainsi qu'aux différents thèmes typiques du début de la Renaissance, combinant les influences gothiques avec celles issues de la culture mauresque, 
Parmi les exemples conservés le long du parcours de l'exposition, un albarello de pharmacie est orné du motif gothique tardif de la « feuille froissée » et peint sur le devant avec la figure d'un homme avec des béquilles, peut-être un infirme ou un vétéran de batailles, surmontant le libellé pharmaceutique « ELTM. HAMEC » (Electuarium Hamec).
Dans la première moitié du XVIe siècle, avec les décorations en quartiers, les « belles femmes », la représentation de personnages masculins et féminins seuls, les somptueux trophées d'armes et de musique aux chaudes couleurs ocres, les festons et les rares lustres en majolique, un style historié d'une remarquable qualité picturale se répand dans les ateliers de Pesaro grâce au travail de maîtres encore non identifiés qui tirent leurs noms de groupes de céramiques stylistiquement différents : le Peintre de la planète Vénus, le Peintre d'Argos, le Peintre de Zénobie. Parmi les maîtres connus, émergent Sforza di Marcantonio et Girolamo Lanfranco delle Gabicce, ainsi que la vaste production de son atelier.

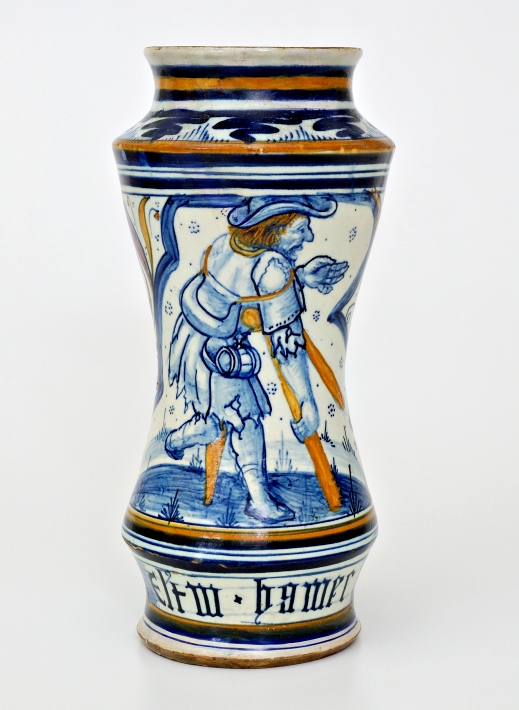
Albarello de pharmacie décoré d'un motif « feuille froissée », sur le devant la figure d'un homme avec des béquilles, Pesaro, fin XVe siècle.
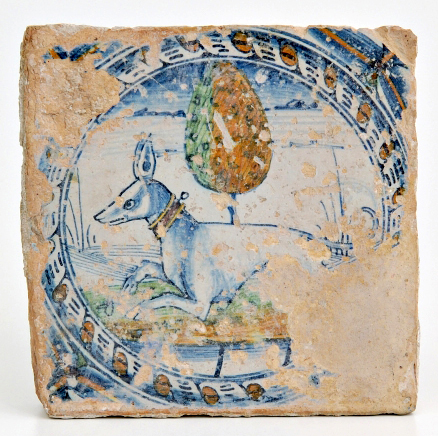
Carreau avec chien accroupi inséré dans une guirlande circulaire, période de César Borgia (1499 – 1503), église Santa Maria del Riposo, connue sous le nom dei Piattelletti, à Fano, Pesaro, fin XVe siècle.

## Ateliers d'Émilie-Romagne duXIVeauXVIesiècle

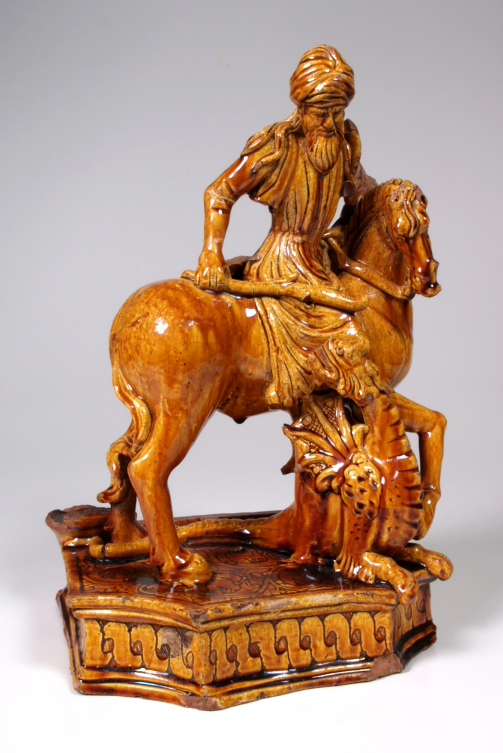
Encrier avec un groupe représentant saint Georges, en habits turcs, terrassant le dragon, Ferrare, XVIe siècle.

En Romagne, en plus de Faenza, la majolique est produite depuis l'époque étrusque (l’ancienne colonie étrusque était appelée par les Étrusques Ficline (ou Figline), c’est-à-dire terre de potiers, pour les céramiques qui y étaient produites et qui seront célèbres dès les XIVe – XVIe siècles) dans la ville voisine de Forlì et depuis le fin du Moyen Âge à Rimini, villes favorisées par la présence sur leur territoire d'une excellente argile à usage céramique, avec des thèmes principalement destinés à célébrer leurs seigneuries respectives : les Ordelaffi, Girolamo Riario et Catherine Sforza à Forlì, et les Malatesta à Rimini. Leurs armoiries et leurs emblèmes héraldiques se retrouvent sur les différents objets produits. La céramique de Forlì et de Rimini est également imprégnée des traits stylistiques caractéristiques de la production céramique italienne entre les XVe et les XVIe siècles : feuille gothique et froissée, palmette persane et œil de plume de paon, profils masculins et féminins (les « belles femmes »), grotesques, trophées et assiettes décorés en lustre métallique avec les motifs décoratifs typiques du début de la Renaissance.
Pour la céramique historiée, Rimini se vante plutôt d'une production attestée depuis le début du XVIe siècle, dans laquelle excelle la figure de Giulio da Urbino qui, vers 1535, dans l'atelier du maître Alessandro à Rimini, crée une série d'œuvres de grande qualité, qu'il date en les signant « in Ariminio » (à Rimini). Ces œuvres appartiennent à la période de sa maturité, lorsqu'il séjourne à Rimini, et révèlent une savante élaboration grapho-picturale de thèmes majoritairement profanes, chers à la culture d'Urbino dans laquelle il a été formé.
À Ferrare, des terres cuites vernissées, engobées et graffitées avec des décors similaires à ceux des autres régions de la vallée du Pô sont produites depuis la fin du Moyen Âge : végétaux, phytomorphes, motifs géométriques, animaux fantastiques, thèmes héraldiques et religieux. Mais c'est grâce au mécénat raffiné des ducs de la Maison d'Este (Hercule Ier d'Este, Alphonse Ier d'Este, Hercule II d'Este, Alphonse II d'Este) que la production de céramique augmente considérablement à tel point que, avec la présence des grands artistes de la Renaissance et du maniérisme, les Maîtres de la majolique d'Urbino et de Faenza arrivent à Ferrare.
La majolique des Este est principalement gravée, avec des sujets figuratifs masculins et féminins, et est iconographiquement influencée par les puissants cycles picturaux de la maison. A cela s'ajoutent les objets, notamment les encriers en ronde-bosse, avec le sujet prépondérant de saint Georges terrassant le dragon ainsi que celui, largement diffusé, de figures féminines allégoriques.

## Ateliers de Toscane du

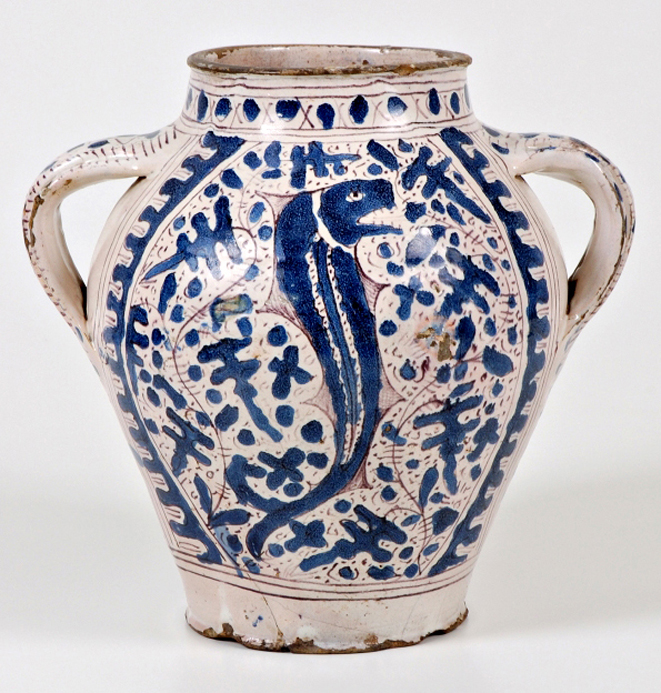
Vase à deux anses peint au safran dilué et brun violacé sur fond blanc à reflet légèrement rosé, au motif d'une feuille de chêne stylisée enveloppant un poisson, Giunta di Tugio, Florence, v. 1430.

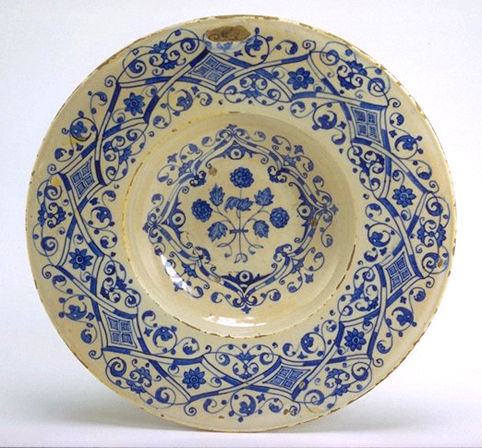
Assiette à décor de porcelaine, Cafaggiolo, première moitié du XVIe siècle.

## Ateliers de Toscane duXIVeauXVIesiècle

### Histoire
Les ateliers de céramique toscane se distinguent par une production ancienne attestée, au moins dans la région de Pise, depuis le dernier quart du XIIe siècle. Elle est constituée principalement d'une poterie archaïque engobée d'excellente qualité dans l'exécution. L'essaimage des maîtres toscans dans de nombreuses régions de la péninsule dynamise la production de céramique italienne à la fin du Moyen Âge.
Les premières productions de majolique débutent vers le milieu du XIIIe siècle dans la région de Pise, où les vasques en céramique lustrée importées entre la fin du Xe siècle et la première moitié du XIe siècle d'Espagne, du Maroc et de Tunisie sont déjà visibles sur les façades des églises de Sicile et d'Égypte. Quelques décennies plus tard, des fours ouvrent à Montelupo Fiorentino et dans la région de Sienne avec une production de céramique divisée entre engobé et majolique jusqu'à la fin du XIVe siècle, et avec les thèmes décoratifs typique du style archaïque.
Par la suite, tant dans la région de Florence, où excellent les fours de Bacchereto près de Carmignano, que dans la région de Valdarno avec les nombreux ateliers de Montelupo, Pontorme, Empoli et dans la région siennoise, la qualité de la majolique de haute qualité se développe dans le sillage des grands ferments artistiques et littéraires typiques de l'humanisme toscan. La section dédiée présente des œuvres réalisées avec des zaffera en relief, empruntées pour certaines à des exemples des verreries byzantines et pour d'autres aux motifs de riches étoffes du XVe siècle présentes aussi bien dans les vêtements que dans l'ameublement civil et religieux, et représentées dans œuvres picturales des grands maîtres toscans de l'époque.

### Florence
Les céramistes de la région de Florence, où l'atelier de Giunti excelle à Bacchereto, et qui a son plus grand représentant à Giunta di Tugio, qui s'est déplacé à Florence, sont responsables des productions raffinées réalisées avec la technique du safran épais, également appelée « en grosses gouttes » ou dans la variante diluée, commandée par les apothicaires florentins et toscans, abondamment présentes dans les collections du Musée grâce aux legs Cora-Fanfani. Parmi les commandes célèbres figure celle de Giunta di Tugio pour la fourniture de plusieurs centaines de pièces marquées par l'emblème de la béquille, qui, selon des documents, remontent à 1431 et sont destinées à l'apothicaire de l'hôpital Santa Maria Nuova, et dont le musée détient quelques précieux exemples.
Le thème de prédilection pour le décor de la zaffera est celui de la feuille de chêne stylisée peinte en larges partitions pour entourer le plus souvent des figures individuelles zoomorphes ou phytomorphes, des animaux fantastiques, ou des blasons et emblèmes destinés à distinguer, dans ce dernier cas, les apothicaires clients. Les objets principalement destinées à un usage pharmaceutique, comme les pots et cruches, sont souvent à double anse.

#### Terracotta invetriata
La fameuse terracotta invetriata de Luca della Robbia, la « Robbiane », produite jusqu'au milieu du XVIe siècle par ses descendants et suiveurs, mérite une attention particulière. Luca, élève de Nanni di Banco, est considéré comme l'un des précurseurs de la Renaissance, avec Donatello, Masaccio, Brunelleschi et Lorenzo Ghiberti à tel point que Leon Battista Alberti le mentionne dans son De pictura de 1436. Homme d'une culture remarquable et expérimentateur sagace de nouvelles techniques, dans le sillage de la ferveur artistique et littéraire qui caractérise les premières décennies du XVe siècle florentin, vers 1435, il quitte la sculpture sur marbre pour se consacrer entièrement à l'expérimentation des techniques de réalisation de sculptures en terre cuite vernissée.
Non seulement il réussit, mais il a un tel succès que des sculptures lui sont commandées pour des églises et des palais à Florence et dans d'autres villes de Toscane. Son neveu Andrea della Robbia suit les traces de son oncle avec un esprit d'entreprise, répandant encore plus la « Robbiane ». Après lui, cinq de ses douze fils poursuivent la production parmi lesquels, émerge la figure de Giovanni della Robbia ainsi que celle des frères Santi Buglioni et Benedetto Buglioni qui ouvrent un atelier en concurrence avec celui des Della Robbia où, après plus d'un siècle, s'achève la période qui a porté la « terre cuite polychrome vernissée » au sommet du grand art majeur de la sculpture.
De nombreux ateliers anonymes continuent à produire des œuvres dans le style « Robbiana » sous une forme presque sérielle tout au long du XVIe siècle, mais, comme l'écrit Giorgio Vasari, avec le milieu du XVIe siècle : « l'art est resté privé de la vraie voie de travailler les matériaux émaillés ».

#### Rôle des Médicis
Quittant la parenthèse « Robbiana » pour revenir à la majolique, la section procède chronologiquement avec un riche répertoire d'œuvres à décors classiques appartenant aux familles décoratives de la seconde moitié du XVe siècle : « Italo-mauresque » avec le décor dit « Santa Fina », « feuille de persil », « feuille gothique froissée », « œil de plume de paon », « palmette persane » et « porcelaine », fabriqués dans les ateliers de céramique de Cafaggiolo, Montelupo et Sienne.
D'autres thèmes caractéristiques introduisent à l'intérieur des décors, de grands cartouches avec des scènes tirées des œuvres de Pétrarque, des figures féminines et des pages, des représentations allégoriques. Dans la première moitié du XVIe siècle, également en Toscane et notamment dans l'atelier de Cafaggiolo, voulu par Lorenzo di Pierfrancesco de Médicis à la fin du XVe siècle dans le complexe de sa villa  en embauchant des ouvriers de Montelupo, apparait une production historiée de haute qualité stylistique et formelle, avec des thèmes communs aux ateliers d'Urbino et des Marches, ainsi qu'une production rare de lustres attestée par quelques trouvailles connues et probablement exécutées par des ouvriers de Deruta ou Gubbio transférés à Cafaggiolo.

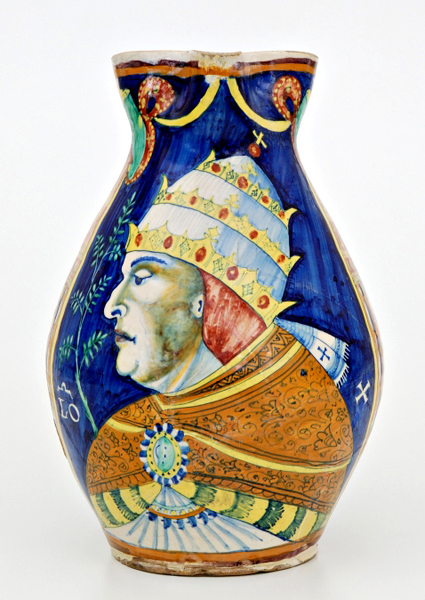
Grande chope avec le portrait du pape Léon X, Jacopo di Stefano, Cafaggiolo, v. 1515.

Le musée conserve quelques exemplaires de l'excellente production historiée, dont une grande cruche exceptionnelel avec le pape Léon X dépeint et signé d'un Sp, l'atelier de Jacopo di Stefano à Cafaggiolo. L'œuvre est probablement créée lors du bref séjour du Pape dans la villa Médicis de Cafaggiolo pour reprendre des forces après la splendeur de sa première visite à Florence en 1515. Son visage, au fort trait de caractère, est adouci par les vêtements raffinés peints de détails enluminés : la tiare pontificale, la robe rose travaillée, le fermoir précieux, dérivé des modèles de la haute orfèvrerie de l'époque. Le buste du pape Léon X est peint sur un fond de lapis-lazuli. Le dos de la cruche est décoré du motif « porcelaine » largement utilisé sur la poterie toscane et de Faenza dans le premier quart du XVIe siècle.
Dans le dernier quart du XVIe siècle, après avoir atteint, grâce à Jacopo di Stefano, des niveaux artistiques comparables à ceux des grands potiers d'Urbino, l'atelier de Cafaggiolo décline vers la production en série pour conclure son activité vers les premières décennies du XVIIe siècle.
Il ne faudra attendre que quelques décennies pour revoir un Médicis comme le protagoniste incontesté de la scène de l'art céramique grâce aux ambitions du grand-duc François Ier de Médicis qui, nourri par sa fascination pour la céramique chinoise importée d'Orient sous la dynastie Ming. Mécène et lui-même amateur de lettres, de sciences et d'arts, chez lui, contrairement à la branche Médicis de Cafaggiolo et à son père Cosme Ier de Toscane, la majolique n'a jamais suscité d'intérêt particulier. Il aime les études propres aux recherches audacieuses des humanistes florentins et à l'art métallique en particulier. Lui-même expérimentateur de l'alchimie et sensible aux travaux des grands alchimistes de l'époque, il veut à tout prix que le problème des mélanges pour produire des porcelaines soit résolu : dans le Casino Mediceo di San Marco à Florence, sous la direction de Bernardo Buontalenti, il met les « arcanisti » (les « archaïques ») au travail, participant lui-même aux expériences.

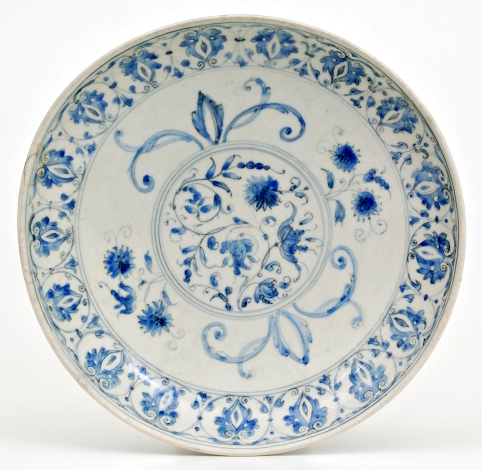
Assiette en « porcelaine Médicis » décorée en bleu sur fond blanc, Florence, v. 1580.

Les tentatives sont couronnées de succès et vers 1575, sont produites les premières œuvres de porcelaine à pâte vitreuse (un croisement entre la porcelaine à pâte tendre et dure), jamais réalisées en Occident, la soi-disant « Porcelaine des Médicis », peinte rigoureusement en bleu sur fond blanc, et avec des thèmes décoratifs tirés des thèmes chinois. Il ne reste qu'une cinquantaine d'œuvres de cette production, qui dure une vingtaine d'années, véritables « joyaux » exposés dans les musées les plus importants du monde ; le musée de Faenza peut s'enorgueillir d'un spécimen dans ses collections.

### Montelupo Fiorentino
Les approvisionnements en faïence des riches ateliers pharmaceutiques des hôpitaux toscans et des familles nobles les plus importantes se poursuivent tout au long du XVIe siècle à Montelupo Fiorentino, avec des décorations liées au début de la Renaissance, ainsi qu'une production à usage domestique.
C'est le cas des familles décoratives « palmette persane », « giralifoliati » et « raphaelesque » auxquelles s'ajoute une rare production historiée, grâce au transit de maîtres céramistes de Faenza, Durantini et Urbino dans le Valdarno. Parmi les nouveaux thèmes décoratifs communs aux régions de Faenza, Urbania et Pesaro élaborés à la fin du XVIe siècle, apparait celui de la « feuille bleue bipartite » ; il se répand également à Montelupo où il orne la poterie jusqu'à la fin du XVIIe siècle.
L'âge d'or de la production de Montelupo peut être limité aux années 1470 -1530 (environ), quand des combinaisons chromatiques intenses et un habile trait de composition graphique se retrouvent dans la majolique. A cette époque, parmi les ateliers reconnus dignes de mention, émerge celui des Marmi, une famille d'excellents maîtres de la majolique qui travaille également pour les Médicis. Les œuvres de ce four atteignent une haute qualité stylistique et formelle et, dans certains cas, semblent s'inspirer des modèles contemporains en « porcelaine Médicis » cuits par l'atelier du Casino di San Marco, approchant leur charme incomparable.

### Pise

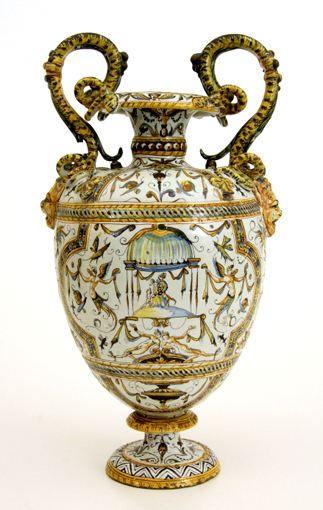
Grand vase à deux anses à décor de grotesques, Nicolas Sisti, Pise, dernier quart du XVIe siècle.

Dans la région de Pise, où l'on produit depuis la fin du XIIe siècle des céramiques engobées et plus tard des majoliques, de nombreux fours sont attestés jusqu'à la fin du XIVe siècle, avec la production de poteries simples, y compris des graffitis, à usage domestique et pharmaceutique. Après la conquête de Florence au XVe siècle, la production de céramique disparait pour ne refaire surface que dans le dernier quart du XVIe siècle grâce au four de Niccolò Sisti où sont fabriquées des majoliques de haute qualité, avec des résultats très similaires, sinon supérieurs, à ceux de l'atelier Patanazzi à Urbino.
Comme pour les Patanazzi, le thème raphaelesque prédomine dans les décorations sur des formes similaires à celles d'Urbino. La manufacture pisane, dont il ne reste à ce jour aucun document d'archives probant, cesse sa production au début du XVIIe siècle.

### Sienne et Montalcino
La région de Sienne se distingue par une production précoce de céramiques qui l'unit chronologiquement aux productions florentines et pisanes, la distinguant par une riche fantaisie décorative que l'on ne retrouve pas dans la prédominance géométrique des décorations pisanes, ni même dans l'imaginaire figuratif florentin plus simple.
À Sienne et à Montalcino, la céramique est produite depuis le milieu du XIIIe siècle, mais des preuves de la production de céramique émaillée peuvent également être trouvées dans d'autres villes plus petites : Asciano, Montepulciano, Buonconvento, Roccastrada et San Gimignano.
Après une première phase de poterie archaïque, s'ensuit l'adoption de l'engobé du biscuit, qui permet une glaçure de plus en plus blanche, trait distinctif de toutes les majoliques siennoises du XVe siècle. L'utilisation considérable de la technique de l'engobé est certainement favorisée par les grandes couches d'argile de kaolin abondamment présentes sur tout le territoire siennois.
La majolique aux couleurs chaudes et aux contrastes forts appartient à la céramique siennoise du XVe siècle. Des décorations fantastiques combinées à des géométries de grand caractère vers la fin du XVe siècle, elle passe aux multiples variations du décor « grotesque » et « porcelaine » jusqu'à la fin du XVIe siècle, dans toute la région.
La production subit un déclin irrésistible au début du XVIIe siècle, qui se poursuit jusqu'aux premières décennies du XVIIIe siècle lorsque, grâce à Bartolomeo Terchi et Ferdinando Maria Campani, sa splendeur est renouvelée.

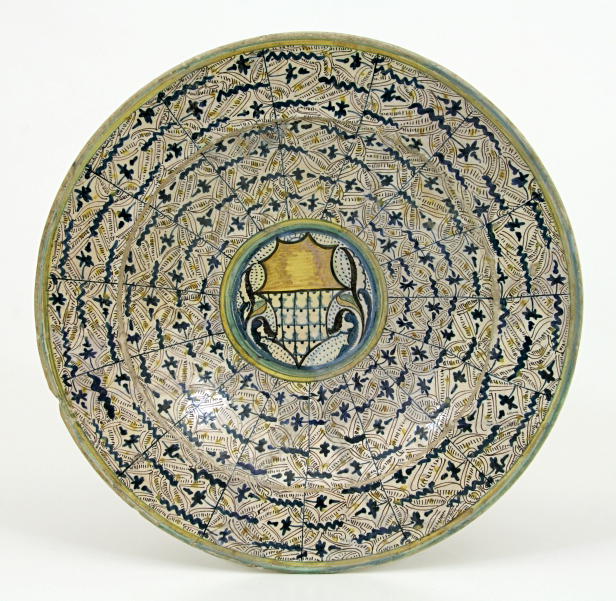
Assiette à décor « Santa Fina » et écusson de la famille Bonciani flanqué de feuilles froissées, typologie « italo-mauresque », Montelupo, dernier quart du XVe siècle[50].
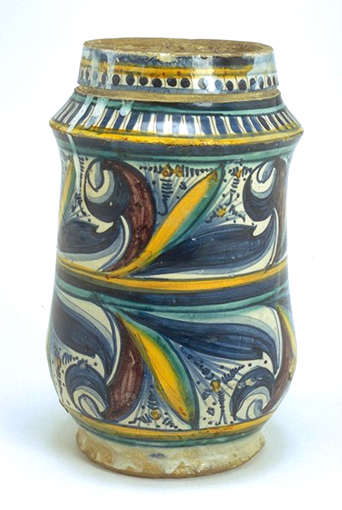
Albarello décoré du motif de feuilles froissées, Montelupo, fin du XVe siècle.
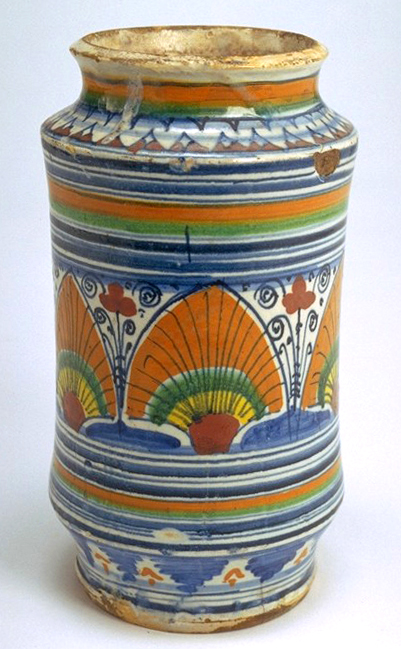
Albarello décoré d'un œil en plume de paon, Montelupo, XVIe siècle.
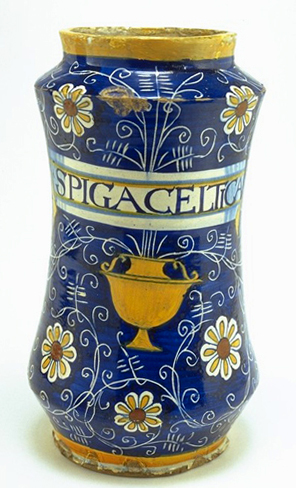
Albarello à décor de graffiti sur fond bleu se terminant par des marguerites, des coupes et un cartouche pharmaceutique, Montelupo, première moitié du XVIe siècle.
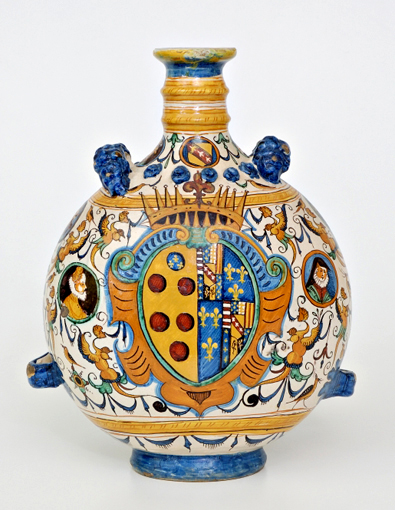
Flacon orné de motifs raphaëlesques et de médaillons avec portraits ; au centre les armoiries couronnées des Médicis de Lorraine, Montelupo, seconde moitié du XVIe siècle.
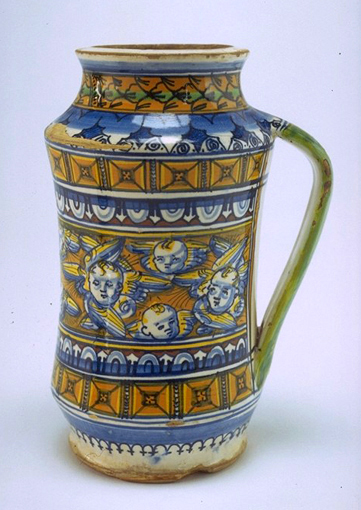
Chope siennoise du XVIe siècle.

## Ateliers de Vénétie duXIVeauXVIesiècle

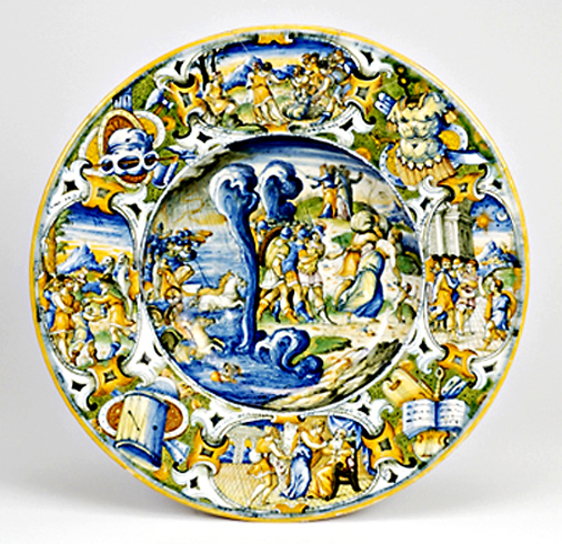
Grande plaque historiée avec une représentation du Passage de la Mer Rouge au centre, Mastro Domenego da Venezia, datée 1568.

La céramique est certainement produite à Venise dès la fin du XIIIe siècle. Des découvertes archéologiques ont été retrouvées qui font référence à l'activité lagunaire « figulina » de la période archaïque, avec une présence importante de poterie gravée et engobée, révélant une maturité décorative remarquable au fil du temps, jusqu'à la fin du XVe siècle, lorsque les nombreux Vénitiens de l'association « bochaleri », unis en guilde, démontrent qu'ils ont atteint une remarquable maturité formelle et stylistique.
Les principaux artistes du début de la Renaissance sont Maestro Lodovico et Jacopo da Pesaro à qui l'on doit une intéressante série d'oeuvres aux thèmes typiques de l'époque : décors très délicats avec trophées et grotesques, dégradés sur des tons monochromes du type « grisaille » ou peints en blanc bicolore sur fond gris ou bleu clair. Les majoliques se distinguent par une représentation heureuse des histoires, avec un ductus fluide et une glaçure particulièrement brillante.
La plus grande figure de l'histoire de la céramique vénitienne, Mastro Domenego da Venezia, est actif dans la seconde moitié du XVIe siècle. Il interprète à la fois les thèmes historiés et les compositions décoratives des fonds avec une sensibilité cultivée. La grande plaque historiée, qui reproduit le thème du Passage de la mer Rouge et sur le large bord l'Histoire de Joseph le charpentier, connus par les légendes, en est un parfait exemple. L'ouvrage est tiré des xylographies des Figure della Bibbia illustrate da stanze tuscane de Gabriel Simeoni (Lyon 1564). Mastro Domenego aime particulièrement les décorations végétales, se distinguant par les couleurs vives, savamment combinées par un ductus lâche d'une grande élégance.
Dans ses vastes trousseaux aux formes typiques des apothicaires, des motifs de feuilles, de fruits et de fleurs (en particulier des marguerites) de « fête luxuriante », entourent des médaillons de portraits d'hommes, de figures de saints, de personnages tirés des œuvres de la littérature de la Renaissance, Turcs, dames et chevaliers, dans lesquels on perçoit l'influence de la peinture vénitienne de la période maniériste.

## Ateliers italiens duXVIIesiècle
Au XVIIe siècle, les ateliers de céramique du nord de l'Italie se distinguent principalement par la production de faïences adhérant au « style compendiario » dans ses variantes décoratives.
À Faenza, la tendance des bianchi se poursuit tout au long du XVIIe siècle, faisant évoluer le « style compendiario » dans la recherche minutieuse d'un répertoire décoratif à sujets animaliers et floraux, donnant naissance à la typologie « calligraphique ».

### Ligurie

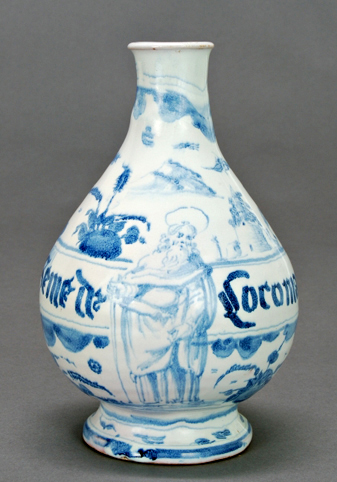
Flacon d'apothicaire décoré de motifs de tapisserie avec au centre saint Paul, Savone, XVIIe siècle.

En Ligurie, dans les centres d'Albissola Marina, de Savone et de Gênes, le courant « calligraphique » s'impose dans la première moitié du siècle avec son répertoire inspiré de la porcelaine chinoise importée durant le règne de Wanli de la dynastie Ming (1571 -1619), agencé autour de scènes champêtres et mythologiques, ou de vues de paysages vibrantes, ainsi que le décor dit « de tapisserie » avec ses représentations végétales erratiques éparpillées çà et là sur des fonds blancs ou bleu pâle.
Les formes typiquement baroques sont principalement destinées aux vastes trousseaux d'apothicaires et enrichies de formes zoomorphes à la palette monochromatique au bleu caractéristique, flanquée d'une production polychrome rare. Les potiers liguriens produisent des majoliques de grande taille, à la fois dans les services de table et de pharmacie, avec les caractéristiques « Idrie », typiques du répertoire baroque ligure.
Au milieu du XVIIe siècle, la famille Guidobono de Savone se distingue, à qui l'on doit une grande quantité de pièces de toutes formes avec des thèmes picturaux tirés du vaste répertoire mythologique et biblique, ainsi qu'un riche décor paysager d'un bleu intense. Le flacon de pharmacie avec une peinture de saint Paul, appartenant à l'ancien hôpital San Paolo à Savone, aujourd'hui dans les collections du musée, en est un bel exemple.

### Piémont
Dans le Piémont, dans la première moitié du XVIIe siècle, une véritable greffe de la culture céramique ligurienne est observée avec le Génois Guido Bianchi qui obtient de Charles-Emmanuel II la licence d'ouvrir un four à Turin à l'intérieur du parc royal. Bianchi poursuit avec des accents d'excellente qualité la veine calligraphique phytomorphe en monochrome turquoise dans des quarts de réserves, l'intégrant parfois avec des réminiscences historiées du dernier maniérisme et des emblèmes héraldiques.

### Vénétie

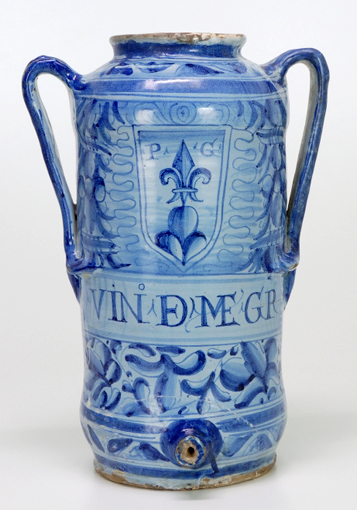
Albarello de pharmacie à deux anses peint dans une teinte « berrettina » et décoré de motifs feuillagés et d'armoiries héraldiques, Venise, XVIIe siècle.

En Vénétie, au début du XVIIe siècle, la production de céramique se poursuit principalement dans le sillage de la tradition « berrettina » (bleue) avec un choix décoratif de feuillages, de paysages et de réserves héraldiques, principalement destiné aux officines.
À partir de la seconde moitié du siècle, la céramique vénitienne connait un déclin lent et progressif de sorte qu'à la fin du XVIIe siècle, peu d'ateliers artisanaux demeurent actifs dans la cité lagunaire, contrairement à ce qui se passe à partir du milieu du siècle dans la région de Padoue et à Bassano del Grappa, grâce à l'atelier naissant de Mainardi, avec la production de majolique appelée « candiane » dérivée des modèles ottomans réalisés dans les ateliers de céramique de la ville d'İznik, bien qu'il soit aisé de voir dans cette imitation, la difficulté rencontrée par les ateliers vénitiens à rendre le rouge d'Iznik et à égaler la perfection et l'éclat des émaux caractéristiques de la céramique turque.

### Lombardie
En Lombardie, les centres de Lodi, Pavie, Mantoue, et d'autres mineurs, restent actifs au XVIIe siècle, tandis que les fours milanais déclinent progressivement. Milan, qui a connu une période fructueuse depuis la fin du Moyen Âge jusqu'à la fin de la Renaissance, apparaît au XVIIe siècle comme vouée davantage au tri de céramiques importées dans la ville depuis d'autres centres de la Lombardie et de la péninsule en général.
Depuis la fin du XIVe siècle, la céramique lombarde, adaptée à la production de graffitis engobés, décorés de ferraccia vert cuivré et brun, ne se renouvelle que dans les fours de Lodi et de Pavie avec une production de faïences décorées de paysages et de vues de villages au sein de motifs végétaux en monochrome turquoise.

### Toscane et Italie centrale

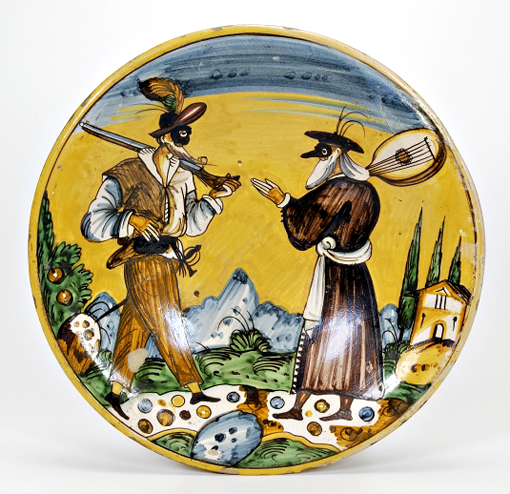
Plat dit « Arlequin », décoré de deux personnages tirés de la commedia dell'arte, un musicien et un bravaccio, avec masque, Montelupo Fiorentino, XVIIe siècle.

En descendant la péninsule jusqu'en Toscane, une fois les fours de Cafaggiolo éteints, les ateliers de potiers de Montelupo Fiorentino restent actifs tout au long du XVIIe siècle. Cependant, même pour ce centre caractérisé par une vaste production au Moyen Âge et à la Renaissance, un déclin lent mais progressif se produit depuis le milieu du XVIe siècle qui deviendra imparable après 1630, lors de la grande peste.
Bien que réduits en nombre, les ateliers émergent dans le panorama céramique de l'Italie centrale avec une riche production dédiée aux apothicaires de la région florentine et avec des décorations empruntées au répertoire de la fin du XVIe siècle dans lequel le décor de feuilles bipartites blanches s'est imposé en bleu. On retrouve souvent ce thème en plein fond autour des cartouches pharmaceutiques ou dans la production civile et en « service » déployé pour entourer des scènes historiées, principalement bibliques, ou des blasons héraldiques.
Avec quelques allusions qui relient les couleurs à la « palette langoureuse », les potiers de Montelupo inaugurent avec un grand succès, dès la fin du XVIe siècle, une tendance populaire humoristique et presque irrévérencieuse, qui dépeint des arquebusiers, hallebardiers, gonfalonniers et soldats espagnols, ainsi que des personnages de la commedia dell'arte, des joueurs de pallone, des chevaliers et des dames, en costumes d'époque, aux couleurs chaudes jaune-orange sur un contraste de coups de pinceau vifs en vert, rouge, bleu ciel, bleu et brun manganèse très foncé, d'où le nom moderne d'« arlequin » du fait de la palette colorée des costumes qui les caractérise. Peints sans contour décoratif, les personnages se détachent sur tout le tableau capturant la scène, et en tant qu'acteurs d'une scène improbable sur fond de paysage ébauché, ils semblent vouloir égayer, en particulier après le deuxième quart du XVIIe siècle, un moment historique, plein d'incertitude et d'inquiétude.

### Marches

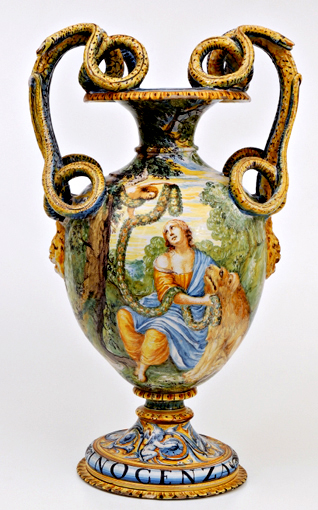
Amphore « Barberini » peinte par Ippolito Rombaldoni avec l'allégorie de l'innocence et la discrétion, Urbania, vers 1678.

Dans les centres de production de céramique de la région des Marches et du Métaure (Urbino, Casteldurante, Pesaro, Rimini, Mondaino), la production de céramique de bonne qualité se poursuit jusqu'à la fin du premier quart du XVIIe siècle, à la fois avec des décors raphaelesques, des trophées et des paysages « berrettina » d'inspiration vénitienne, à thèmes historiés.
La qualité picturale décorative de la majolique diminue rapidement dans le deuxième quart du siècle pour s'installer dans une production moins cultivée et plus populaire, identifiée principalement dans la longue projection des blancs dans le « style compendiario ».
Il faut attendre la seconde moitié du XVIIe siècle pour que, grâce à la maîtrise d'Ippolito Rombaldoni da Urbania (l'antique Casteldurante prend le nom d'Urbania en l'honneur du pape Urbain VIII en 1638), la veine historiée retrouve de la vitalité dans le souvenir de la grande période de la Renaissance, qui a fait la renommée des ateliers de cette région dans toute l'Europe.
Les grandes amphores Barberini, propriété du musée, sont de précieux témoignages du style baroque de Rombaldoni, dans lesquelles le maître potier montre qu'il a atteint une maturité stylistique et formelle considérable, dérivée de son excellente connaissance du répertoire des œuvres graphiques de l'époque. Les œuvres sont accompagnées d'un ductus pictural fluide, aux couleurs délicates fondues dans la douceur du clair-obscur.

### Ombrie
En Ombrie, alors que les ateliers de Gubbio, Gualdo Tadino et Orvieto font face à un déclin irrésistible, dans les ateliers artisanaux florissants de Deruta, une fructueuse production de faïences décorées dans le sillage du répertoire se poursuit, du moins pendant toute la première moitié du XVIIe siècle, tant dans la veine sommaire que dans le décor raphaelesque.
Les formes sont celles typiques des pharmacies et des arts de la table, ainsi qu'une production de grandes assiettes décoratives, de bénitiers et de plaques dévotionnelles. En rencontrant la faveur des potiers de Deruta, les thèmes de l'historié baroque sont interprétés avec moins de rigueur formelle et stylistique et avec les couleurs typiques de la « palette languissante » sommaire.
Dès le milieu du siècle, un répertoire calligraphique naturaliste aux couleurs chaudes brun/ocre rencontre un succès modéré dans les ateliers de Deruta, mais cela n'empêche pas l'arrêt lent de nombreux fours entre le XVIIe et le XVIIIe siècle.

### Latium
Dans le Latium, d'importantes productions sont effectuées pour les pharmacies de Rome avec des décors bleus, à feuilles bipartites, sur fond de calotte. Dans les formes et les décorations, une influence de la céramique vénitienne est évidente, avec laquelle de nombreuses œuvres ont souvent été échangées.
La production de Viterbe se distingue dans le paysage du Latium, qui, au moins pendant la première moitié du siècle, montre encore de l'intérêt pour le portrait du XVIe siècle, alors interprété avec une qualité formelle et stylistique plus populaire mais soutenu par un vif orange-ocre chromatisme qui parvient à éclairer l'ensemble de la composition picturale.

### Abruzzes
Dans le sud de l'Italie, dans la seconde moitié du XVIIe siècle, la production de céramique de Castelli dans les Abruzzes prend une grande importance avec la famille Grue dont Carlo Antonio, fils du fondateur de l'atelier artisanal Francesco Grue, doit être le membre le plus célèbre. Elle inaugure une veine décorative, tant dans le domaine dévotionnel que pour les arts de la table (enfilades), qui se poursuivra toujours avec une excellente qualité à travers les nombreuses lignées des Grue, même collatérales, jusqu'à la moitié du XVIIIe siècle.
D'autres dynasties donnent du prestige à la céramique de Castelli : les Gentili, avec Carmine Gentili l'ancêtre, et les Cappelletti.
Des majoliques aériennes sont réalisées dans le style baroque, avec des crépines ajourées, des fioles de pèlerin, de grandes assiettes d'apparat, des vases à double anse et des ensembles de table, d'une grande suggestion décorative. Les couleurs chaudes de la palette raffinée de Castellana, parfois rehaussées de rehauts dorés au troisième feu, ressortent à la fois dans la continuité de la tendance des blancs dans le « style compendiario » et dans les décors aux volutes feuillagées entrecoupées d'angelots du Bernin peints autour des scènes historiées aux sujets bibliques, de chasse ou avec des vues de paysage animées.

### Pouilles
Dans les Pouilles, les ateliers de la ville de Laterza excellent. La faïence de Laterza se caractérise par la haute expression du « style compendiario » et se distingue par le développement de thèmes historiés du baroque tardif, inspirés de la tendance du XVIe siècle dans laquelle puisent à plusieurs reprises les maîtres de Laterza, comme le Mangeur de macaronis qui trouve son inspiration dans Le Mangeur de haricots d'Annibale Carracci (fin du XVIe siècle), et de la veine dévotionnelle alimentée par des plaques votives et des bénitiers.

### Campanie
En Campanie, au XVIIe siècle, les fours d'Ariano Irpino et de Cerreto Sannita sont actifs, se caractérisant par une décoration populaire aux couleurs vives. À Vietri sul Mare depuis le XVIe siècle, il existe des fours rendus célèbres par la production abondante de carreaux polychromes, les riggiole, utilisés pour les sols et les décorations murales, et exportés principalement vers de nombreuses villes tyrrhéniennes du centre, du nord et du sud de l'Italie.

### Sicile
En Sicile, les ateliers de Burgio, Caltagirone, Palerme, Santo Stefano di Camastra, Sciacca et Trapani sont actifs au XVIIe siècle avec des résultats décoratifs empruntés aux décors déjà en vogue dans les manufactures de la péninsule. L'art figulina sicilien concoure également à une production populaire avec des sujets anthropomorphes, végétaux, animaux, avec des figures humaines, des aubergines, des poissons, des hiboux et des flacons en forme de livre, aux couleurs vives et captivantes.

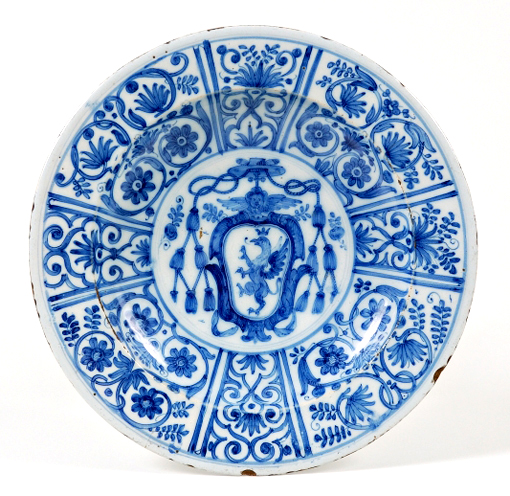
Grande assiette à décor calligraphié et armoiries héraldiques de l'évêque, Turin, XVIIe siècle.
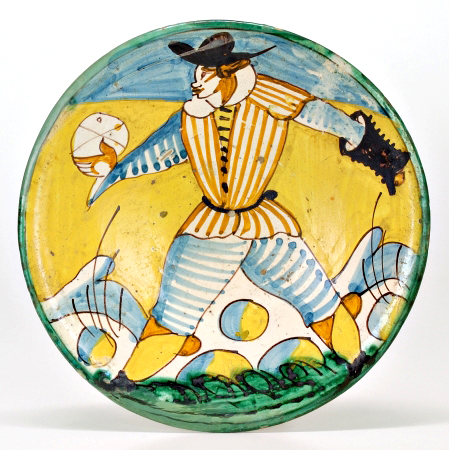
Assiette « Arlequin » avec la représentation d'un joueur de pallone, Montelupo Fiorentino, XVIIe siècle.
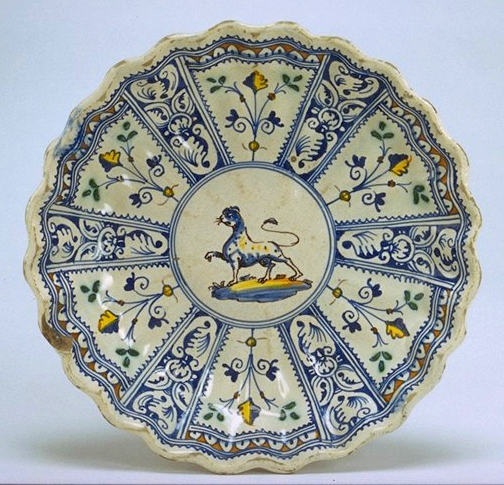
Plat avec crespine décoré en quartiers avec un léopard au centre, style compendiario, Montelupo Fiorentino première moitié du XVIIe siècle.
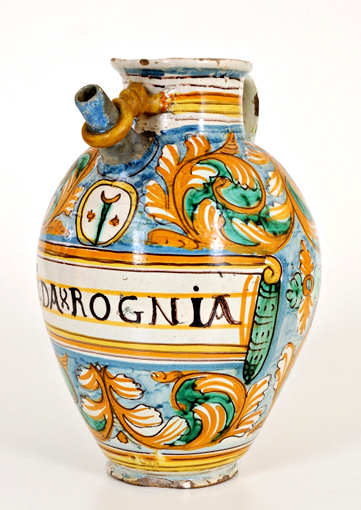
Verseuse à décor de spirales de feuilles échancrées, au-dessus l'emblème du cartouche médicinal de la béquille de l' hôpital Santa Maria Nuova, Montelupo Fiorentino, première moitié XVIIe siècle[73].
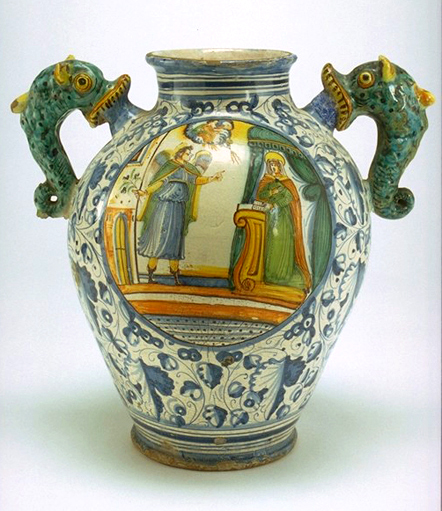
Vase ovoïde à anses en forme d'hippocampes ; l'Annonciation est peinte sur une face au centre d'un médaillon, de l'autre côté un cartouche médicinal, Montelupo Fiorentino, XVIe – XVIIe siècle[74].
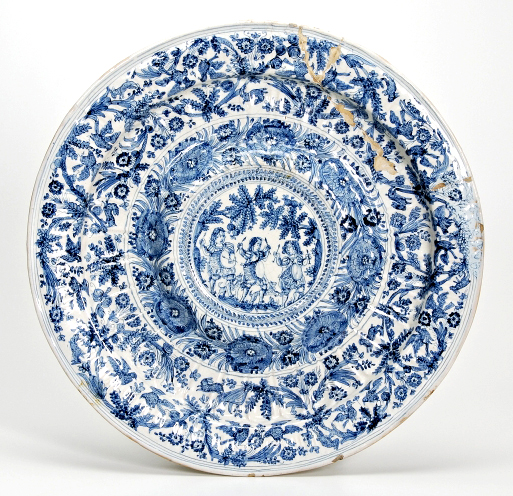
Grande assiette décorée de motifs calligraphiques/phytomorphes, Deruta, XVIIe siècle.
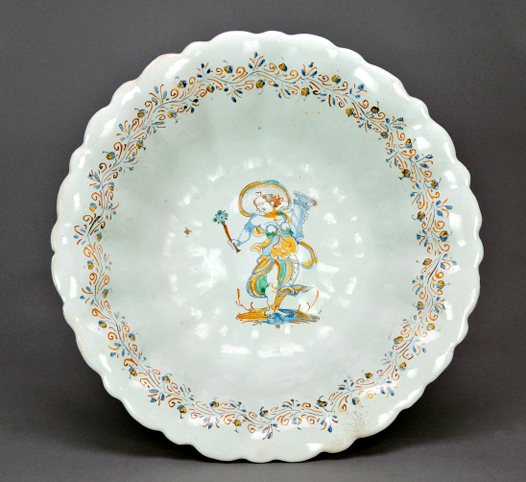
Bassine peinte avec allégorie de la force d'âme, bordure de guirlande, Deruta, XVIIe siècle.
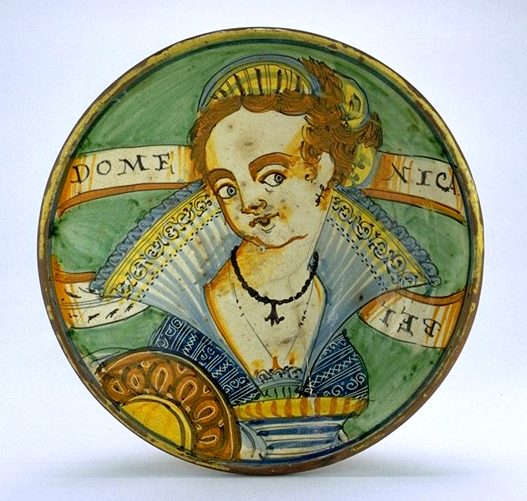
Assiette avec la représentation de " Domenica bella ", Viterbe, premier quart du XVIIe siècle[75].
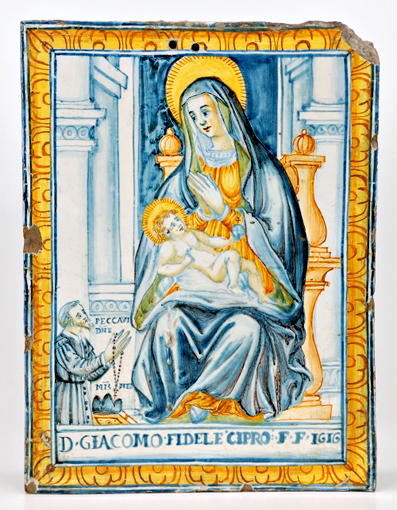
Plaque dévotionnelle peinte avec la Vierge à l'Enfant, Castelli, 1616.
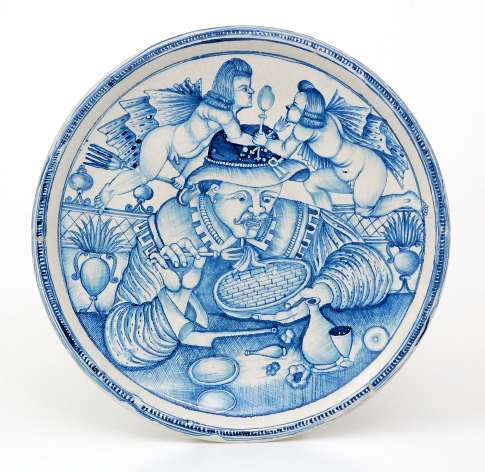
Plat peint d'un "Mangeur de macaronis", majolique de Laterza, dernier quart du XVIIe siècle.
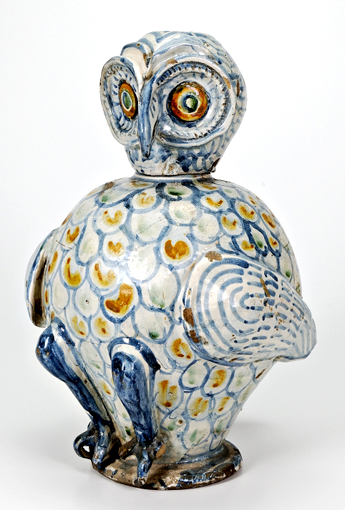
Vase en forme de chouette, Sicile, XVIIe siècle[76].

## Ateliers italiens duXVIIIesiècle

### Italie du Nord

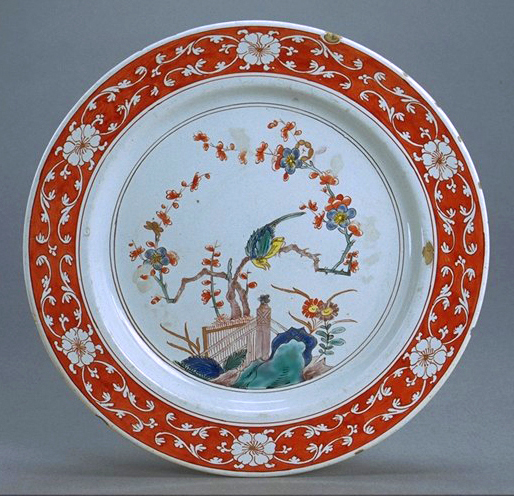
Assiette à décor oriental, fabrique Clerici, Milan, XVIIIe siècle.

Dans la première moitié du XVIIIe siècle, dans le nord de l'Italie, de nouvelles manufactures voient le jour avec des décorations inspirées des nouveaux modèles décoratifs rococo présents à la fois dans les manufactures naissantes de porcelaine et dans les motifs décoratifs raffinés d'Europe du Nord : tout d'abord la décoration « à la rose », et « à oriental » avec des fleurs de pivoine, d'œillet et des pagodes. Dans certaines manufactures, les décors « Bérain », dérivés des modèles français, et ceux avec ruines et villages, sont privilégiés, à l'imagerie fantastique des caprices architecturaux.

#### Lombardie
En Lombardie, les manufactures Clerici et Rubati voient le jour à Milan avec un vaste répertoire décoratif : des styles rococo, avec une grande attention au répertoire oriental, aux personnages de la commedia dell'arte et au vaste monde floral et animal, peint avec richesse de détails qui montre comment les potiers du XVIIIe siècle ont modulé le décor naturaliste à la demande d'une clientèle également influencée les nombreux ouvrages d'histoire naturelle, en premier lieu l' Histoire naturelle de Georges-Louis Leclerc de Buffon richement illustrée en couleurs.
A Lodi, la production de céramique entre dans l'histoire de la faïence du XVIIIe siècle avec les manufactures Coppellotti et Rossetti, avec une faïence d'excellente qualité dans laquelle émergent à la fois le motif « Bérain » et la décoration de nature morte, avec des poissons et des fruits disposés sur le côté comme s'ils étaient bien présents dans le plat ou le plateau de service, presque un « trompe-l'œil », avec un effet décoratif savoureux. Toujours à Lodi, dans la seconde moitié du XVIIIe siècle, la manufacture Ferretti devient célèbre pour ses décorations florales naturalistes aux couleurs vives, rendues possibles grâce à la technique de la cuisson au petit feu.

#### Piémont

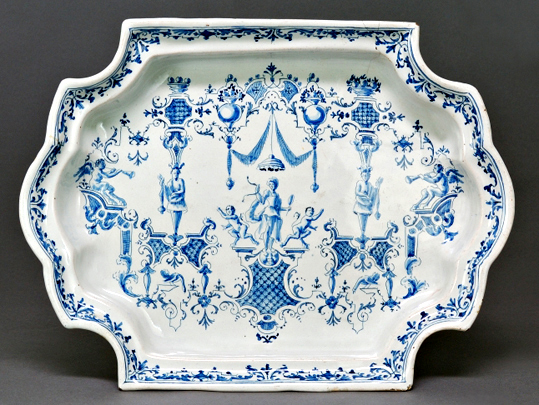
Plateau polylobé à décor « Bérain », manufacture Rossetti, Turin, XVIIIe siècle.

Dans le Piémont, la céramique vit intensément des échanges culturels avec les officines françaises voisines, qui apparaissent dans les décors à la « Berain » et « lambrequins » dans la manufacture turinoise de Giorgio Giacinto Rossetti, déjà actif à Lodi, tandis qu’en Ligurie, on assiste à une vaste production de monumentaux trousseaux pharmaceutiques liés au goût à la « Berain » et à celui de paysage, en monochrome bleu (rarement en polychromie), animés par des personnages esquissés vivement, avec des variantes chromatiques en sépia.

#### Vénitie
La céramique vénitienne développe des thèmes décoratifs nord-européens, des motifs orientaux, des fleurs polychromes, des natures mortes, des paysages fantastiques et des caprices avec des ruines, tant dans les fours de Pasquale Antonibon à Nove que dans les petites villes de Bassano del Grappa, Angarano et Vicence.

#### Emilie-Romagne, Faenza

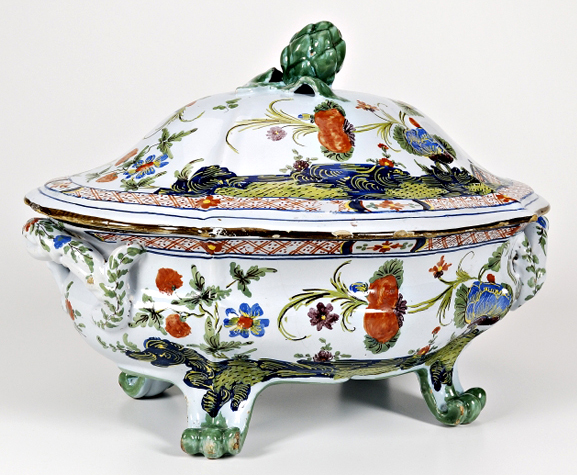
Soupière à décor «œillet», Faenza, manufacture Ferniani, XVIIIe siècle.

Les ateliers d'Émilie et de Romagne, avec les manufactures de Bologne (Fink et Rolandi), Colle Ameno (Ghisileri), Imola et Sassuolo, reprennent les styles décoratifs sus-mentionnés avec succès. Il en est de même à Faenza où, avec l’ouverture des manufactures des Comtes Ferniani, les faïences de Faenza revivent une période de grande splendeur jusqu’à la fin du XIXe siècle. Les céramistes de cette célèbre manufacture se distinguent avec un répertoire raffiné dans lequel ils interprètent magistralement aussi bien les motifs à l’orientale et rococo, que les modèles archaïques de la culture du XVIIIIe siècle. Les ouvriers de cette fabrique peuvent également bénéficier de la nouvelle technique du troisième feu largement utilisée dans d’autres centres de production.
Parmi les maîtres céramiques opérant dans la seconde moitié du XVIIIe siècle dans la manufacture Ferniani, en parfaite adhésion avec le goût néoclassique, la figure de Filippo Comerio émerge avec ses interprétations incomparables, au trait pictural presque graphique, principalement en brun noirâtre, tiré des gravures de Jacques Callot et Stefano Della Bella. Deux amphores néo-classiques conservées au musée en sont un exemple emblématique, dans lequel le Comerio résume, avec une rare élégance, les récits tirés de la mythologie classique et une fine décoration phytoomorphe. Il utilise principalement le brun noirâtre et le vert intense, qui prendra le nom de « vert Comerio », avec lequel il peint d’élégantes figures en costume du XVIIIe siècle, entourées de roches et d’arbustes au centre de plats, plateaux, soupières et vases.

### Italie du centre

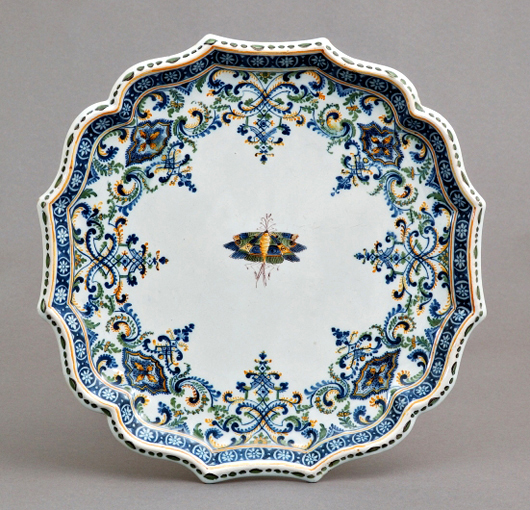
Présentoir à gâteaux décoré d'un motif «dentelle» et d'un papillon au centre, Pesaro, Callegari et Casali, 1788.

Dans les Marches, l’art de la céramique prend une nouvelle impulsion à Pesaro avec la création de la manufacture Callegari e Casali qui se caractérise par un chromatisme vif exprimé superbement dans le décor « à la rose » et par une cuisson au troisième feu. À Montemilone même, on produit de la céramique d’excellente qualité.
En Toscane, alors que la poterie décline à Montelupo, les importants fours Ginori s'ouvrent à Doccia et Ghigi Zondatari à San Quirico d'Orcia et à Sienne avec une production de céramique en série dans le sillage des familles décoratives du XVIIe siècle. Dans les premières années de la manufacture Doccia, le marquis Carlo Ginori souhaite également s'adonner à la majolique aux décors bleus et blancs d'inspiration hollandaise.
La manufacture Chigi Zondatari devient célèbre avec Ferdinando Maria Campani et Bartolomeo Terchi qui produisent des céramiques de style baroque tardif dans la transition vers le rococo. Pour les thèmes décoratifs, Terchi et Campani ravivent la veine historiée sur la base de la grande tradition de la Renaissance, l'interprétant avec une légèreté gracieuse et embellissant les grands artefacts avec l'ajout de décorations et de reliefs dorés.
Dans le Latium, la production de la fin du XVIIe siècle avec des décorations feuillagées sur fond « berrettino » se poursuit sans interruption, avec la création de grands trousseaux pour les pharmacies et des majoliques avec des armoiries pour les familles nobles romaines.

#### Abruzzes
Dans le vaste panorama de la céramique du XVIIIe siècle en Italie et dans la multiplication de nouveaux fours d'excellente qualité, stimulé par la concurrence de la porcelaine, la céramique de Castelli dans les Abruzzes, en parfaite continuité avec la tradition du XVIIe siècle, vit son apogée jusqu'au milieu du XVIIIe siècle, alimentant une veine décorative qui a une vaste résonance sur le marché du XVIIIe siècle, avec les majoliques castellane de Grue, Gentili et Cappelletti, exportées et vendues sur les grands marchés de Naples, Fermo, Senigallia et Fano.
Pour les thèmes décoratifs, les excellents céramistes des Abruzzes poursuivent tout au long du XVIIIe siècle dans la veine historiée et paysagère, avec des scènes de chasse et de genre, des vues de ports et de ruines, s'inspirant pour les clients les plus exigeants et cultivés, tant de la culture classique ancienne (ruines de temples) que du répertoire de la Renaissance tardive, maniériste et baroque (scènes bibliques et mythologiques).
Pour les formes ils produisent des plaques aux sujets principalement dévotionnels et mythologiques, de grands vases et des assiettes de service et, en concurrence avec la porcelaine naissante, ils créent de délicats services à thé et à café, aux plateaux splendides. Une vaste production est également dédiée aux trousseaux pour apothicaires. Dans la seconde moitié du siècle, la qualité stylistique et formelle décline dans une décoration sérielle, pour réapparaître dans les dernières décennies du XVIIIe siècle avec Gesualdo Fuina.

### Italie du Sud

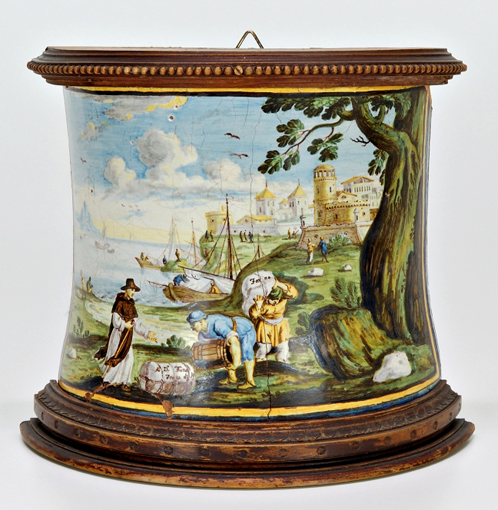
Petit albarello évasé avec la représentation du déchargement des biens ménagers pour la Chartreuse Saint-Jacques de Capri peinte en arrière-plan, Francesco Antonio Grue (?), première moitié du XVIIIe siècle.

Les échanges culturels avec les maîtres potiers de Castelli, qui se sont installés dans la région napolitaine, sont fructueux, parmi lesquels Francesco Antonio Saverio Grue, fils du grand Carlo Antonio, excelle avec les maîtres majoliques de Naples, Sallandra et Criscuolo. De ces relations intenses nait ce qui est défini comme le « style château napolitain » dont le vase avec Tobie et l'archange Raphaël et l'albarello avec vue sur la Chartreuse Saint-Jacques de Capri sont de précieux exemples figurant dans les collections du musée.
A la fin du XVIIe siècle, dans les Pouilles, émerge la figure du maître potier Leonardo Antonio Collocola, qui poursuit dans la veine déjà largement dévotionnelle, revisitée à travers la céramique de Laertina. La plaque de la Vierge intronisée avec l'Enfant en est un bel exemple;
Au XVIIIe siècle, en Sicile, les faïences se limitent à la production traditionnelle commune et à la céramique pour la décoration du sol, subissant le charme de l’évolution stylistique continentale.

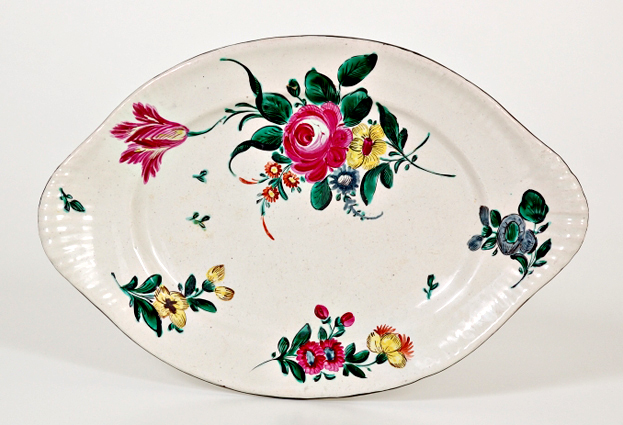
Plateau décoré du motif « rose », Bologne, manufacture Finck, dernier quart du XVIIIe siècle.
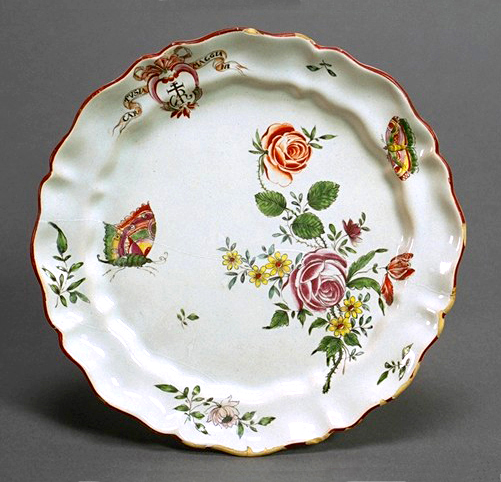
Plat décoré du motif « rose » et d'insectes, Pesaro, milieu du XVIIIe siècle.
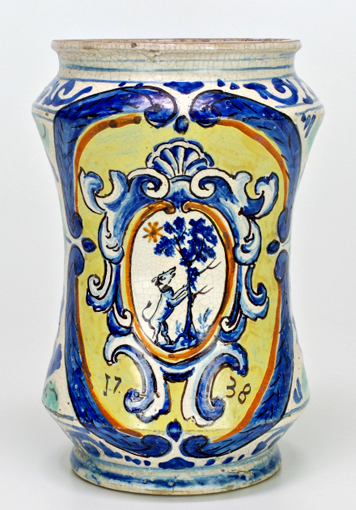
Albarello de pharmacie décoré d'armoiries et de spirales de fleurs et de feuilles, Trapani, daté de 1738.
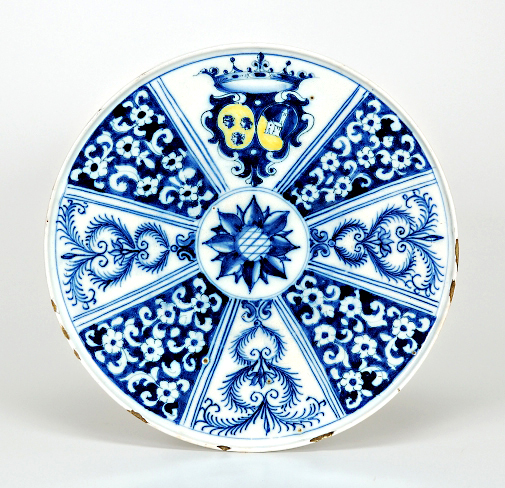
Assiette à quartiers blanc/bleu et blason polychrome, Ligurie, première moitié du XVIIIe siècle.
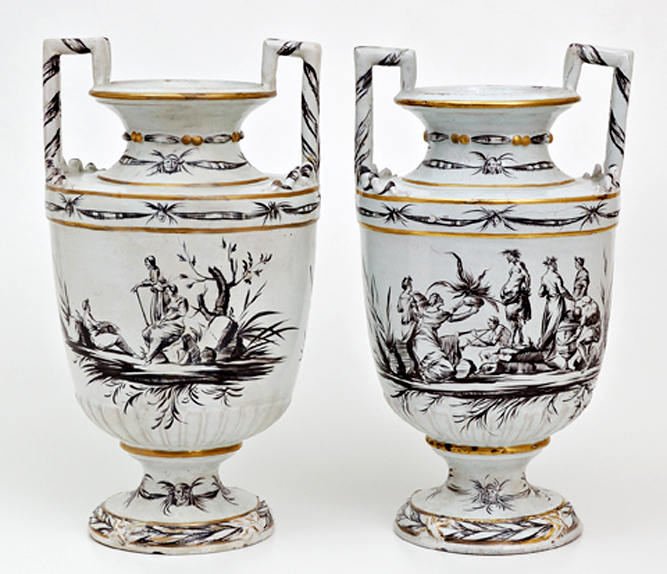
Paire de vases à décor mythologique, Filippo Comerio, manufacture Ferniani, Faenza, 1777-1781..
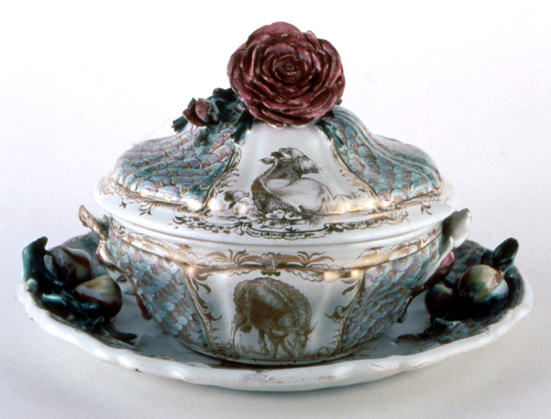
Soupière à décor polychrome, manufacture Paolo Milani, Lodi, XVIIIe siècle.
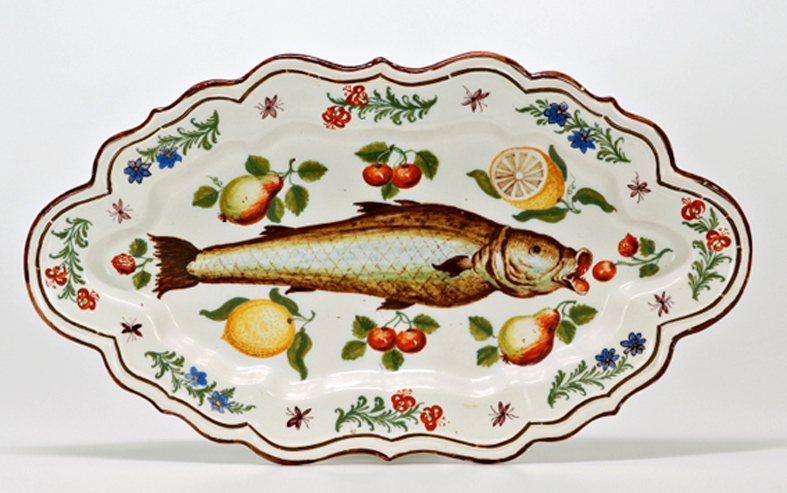
Plateau en majolique polychrome à décor de poisson, de fleurs et de fruits, Lodi, 1751.
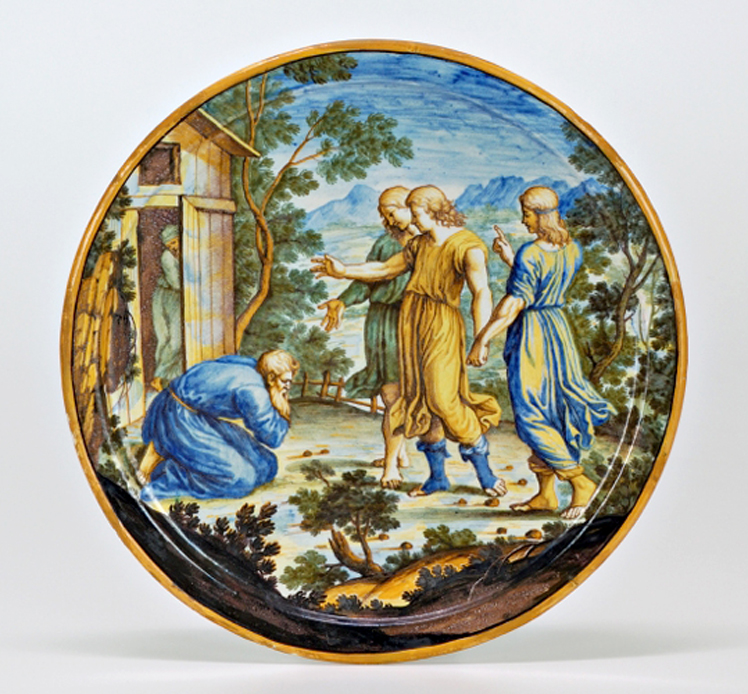
Assiette en majolique peinte avec Abraham et les trois anges, Ferdinando Maria Campani, San Quirico d'Orcia, milieu du XVIIIe siècle.
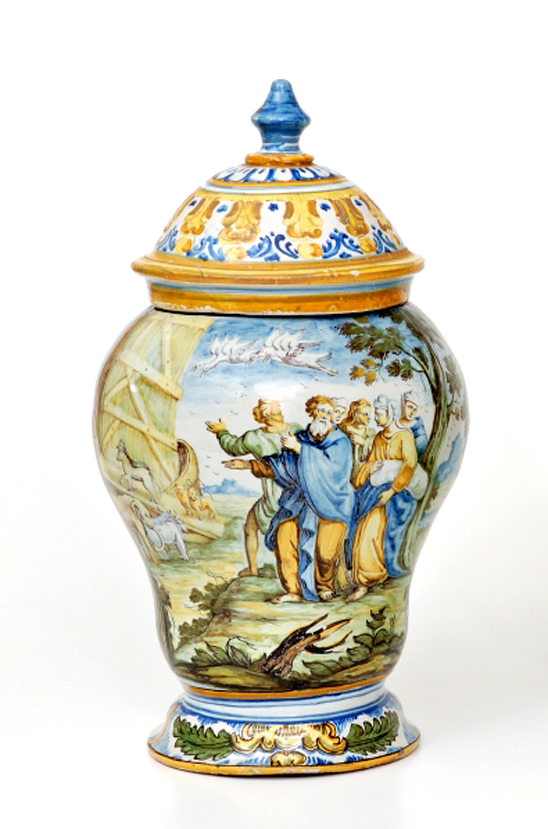
Vase à couvercle peint avec Tobias et l'Archange Raphaël, Lorenzo Sallandra, Naples, 1748.
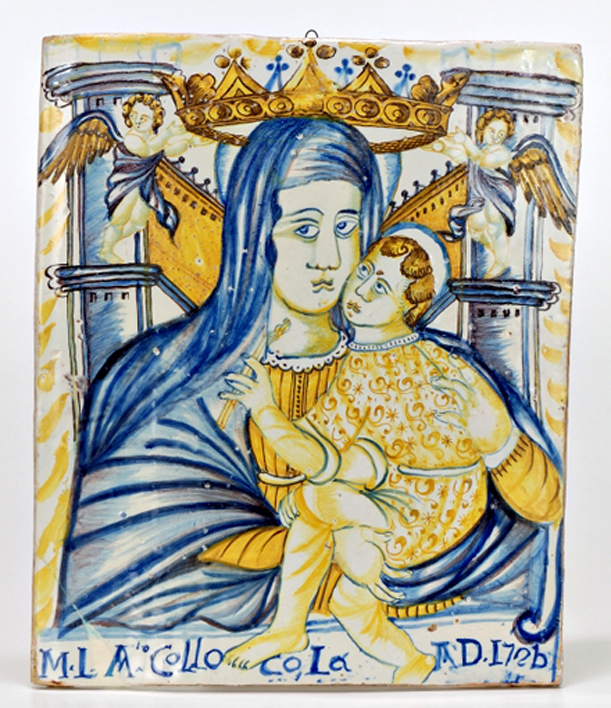
Plaque en majolique polychrome représentant la Vierge à l'Enfant, Léonard Antonio Collocola, Laterza, 1726.

## Porcelaine et faïence en Italie auXVIIIesiècle
Dans cette section d’exposition, une sélection significative d’œuvres en porcelaine et en faïence proviennent des ateliers italiens du XVIIIe siècle, avec une attention particulière portée à la porcelaine Ginori a Doccia.

### Histoire

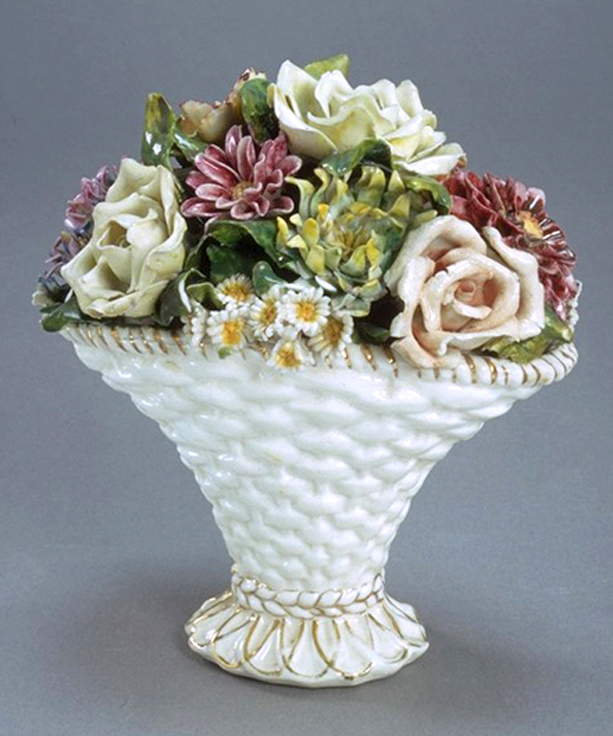
Panier avec fleurs en porcelaine, Venise, Cozzi, seconde moitié du XVIIIe siècle.

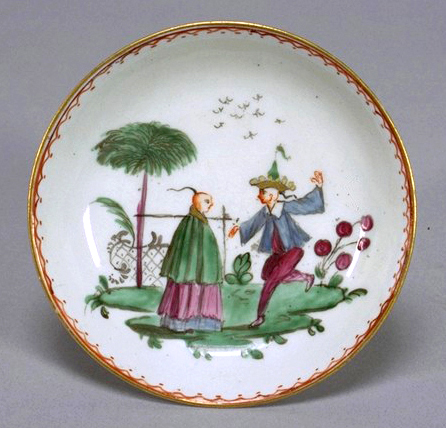
Soucoupe en porcelaine à décor de personnages chinois, Pasquale Antonibon, Nove, seconde moitié du XVIIIe siècle.

Le charme et l'évocation de la porcelaine chinoise, importée en Occident par la route de la soie, a conquis les cours européennes depuis la fin du Moyen Âge, mais c'est grâce à la Compagnie britannique des Indes orientales et à la Compagnie néerlandaise des Indes orientales qu'au XVIIe siècle, elle s'est diffusée dans toutes les couches de la noblesse et de la bourgeoisie instruite.
Au début du XVIIIe siècle, après d'innombrables tentatives, la primauté de la découverte du secret de la composition chimique de la porcelaine revient à l'arcaniste allemand Johann Friedrich Böttger, qui réalise les premiers prototypes en pâte dure à Dresde et immédiatement après, la production proprement dite, à Meissen sous les auspices de l'électeur de Saxe Auguste II.
Quelques années plus tard, la première production italienne, et la troisième en Europe, est lancée après Vienne (Autriche), avec l’aide de Giovanmarco Norbis, Giovanni Maria Santinelli et Christopher Conrad Hunger, collaborateur du Böttger, appelé à Venise par Giovanni Vezzi vers 1720 alors qu’il s'est déjà installé à Vienne avec du Paquier avec lequel, après lui avoir confié les secrets de la porcelaine réalisée à Meissen, il s'est associé pour fonder la manufacture viennoise de porcelaine grâce à l'importation clandestine de kaolin de Saxe, assurée par Böttger, Vezzi peut atteindre les objectifs convoités.
Giovanni Vezzi et ses associés entament ainsi une courte mais intense phase de production, d'une qualité exceptionnelle, qui ne dure que sept ans, et qui sera suivie au milieu du XVIIIe siècle par l'importante tentative, qui ne dure que deux ans (1761-1763) du marchand saxon Nathaniel Friederich Hewelcke. Par la suite et sous les fervents auspices de la république de Venise, qui aspire à réactiver une manufacture de porcelaine, un collaborateur de Hewelcke, Geminiano Cozzi, est embauché pour ouvrir un nouveau four à San Giobbe a Cannaregio l'année suivante et débuter une production fructueuse qui se poursuivra jusqu'en 1812.
Toujours à Nove, dans l'atelier de Pasquale Antonibon, dans la seconde moitié du XVIIIe siècle, des porcelaines d'excellente qualité rivalisent avec celles de Cozzi. D'autres petits fabricants sont attestés dans la république de Venise , dont ceux d'Este, de Bassano del Grappa et de Trévise.

### Diffusion

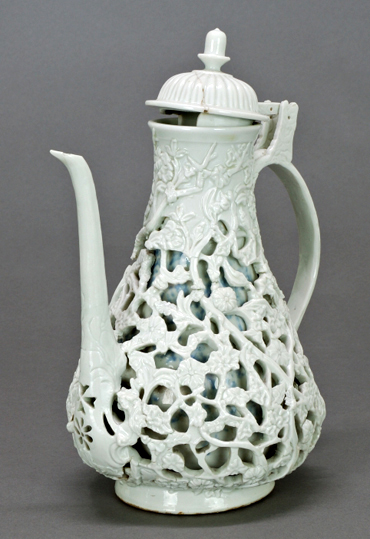
Cafetière en porcelaine à double paroi perforée, Ginori a Doccia, vers 1745.

Après le début vénitien de Giovanni Vezzi, les manufactures de porcelaine se répandent rapidement dans les principales cours italiennes : au grand-duché de Toscane, à l’initiative du marquis Carlo Ginori, qui inaugure en 1737, dans sa villa de Doccia (près de Sesto Fiorentino) la célèbre manufacture de Porcelaine de Doccia. Rome a également pendant une courte période sa propre manufacture de porcelaine avec les fours de Cuccumos puis de Volpato.
A Naples, sous les auspices de Charles III (roi d'Espagne), la grande période de la porcelaine de Capodimonte débute vers 1740, appelée du nom du roi « Charles III », et se poursuit à partir de 1771 dans le nouveau four du palais royal de Portici, commandé par Ferdinand Ier (roi des Deux-Siciles), avec le nom de « Reale Fabbrica Ferdinandea », comme en témoigne la marque imprimée ou peinte sur les pièces produites. Même dans le royaume de Sardaigne (1720-1861), après les expériences de Giorgio Giacinto Rossetti (1737) et une brève période productive à Vische, grâce à GV Brodel de Turin, avec la protection de Victor-Amédée III, une porcelaine raffinée est produite de 1775 jusqu'en 1814.

### Description
La porcelaine italienne du XVIIIe siècle inaugure une série de tendances décoratives : de celle inspirée des porcelaines chinoises et japonaises importées avec le vaste répertoire de la « chinoiserie » rococo, aujourd'hui largement répandue dans toute l'Europe, aux personnages de la commedia dell'arte reproduits dans le décor (figurines individuelles ou groupées, modelées) ; des vues et paysages avec ruines, châteaux-forts, places et palais célèbres ; des sites archéologiques ( Pompéi, Herculanum, etc.) aux lieux symboliques de l'antiquité classique de la civilisation étrusque et romaine ; des représentations du monde végétal (fleurs, fruits, champignons, arbres et rameaux fleuris) aux insectes, papillons, oiseaux, poissons, de toutes espèces. Pour le décor, des thèmes de la mythologie classique ou relatifs aux personnages les plus célèbres de l'histoire de la Rome antique sont également choisis, souvent par la médiation de la Renaissance et du baroque.
Pour les formes, les différents artisans portent une attention particulière aux arts de la table, aux services à thé et café. Avec une matière aussi ductile et raffinée, ils s'expriment dans un véritable catalogue au service d'une clientèle de plus en plus désireuse d'exhiber ses signes distinctifs dans des moments conviviaux, d'une élégance de plus en plus distinguée, en tant qu'expression « consciencieuse » de son statut social élevé.

### Arrivée de la faïence anglaise et ses conséquences
Parallèlement à la porcelaine, vers le dernier quart du XVIIIe siècle, la production de faïence utilisée en Angleterre se répand également en Italie. Ce type particulier de mélange, poreux et enduit de vernis de plomb transparent a été découvert au tournant des XVIIe et XVIIIe siècles par les frères Elers ; au XVIIIe siècle, sa production se poursuit avec J. Astbury, Enoch Booth et enfin, est perfectionnée et répandue dans toute l'Europe par Josiah Wedgwood (1730-1795) depuis le Staffordshire. Après avoir démarré à Burslem dans la ville de Stoke-on-Trent, dans la nouvelle usine d'Etruria Hall, avec des lignes de production inspirées des thèmes de l'art étrusque, de l'art de la Rome antique et de l'art de la Grèce antique, Josiah Wedgwood peut conquérir rapidement et avec succès tous les marchés européens grâce à sa poterie précieuse, à la couleur blanc crème caractéristique.
Les manufactures italiennes se rendent rapidement compte des grands avantages économiques que présente la production de faïence, moins chère que la porcelaine. Elles commencent à la mettre sur le marché : on distingue à la fin du siècle les productions de Milan, Savone, Turin, Venise, Pesaro, Bologne, Trévise, Bassano, Este, Faenza et Naples de celles de nombreuses autres petites manufactures artisanales dispersées dans toute l’Italie.
Dans la section dédiée, un corpus remarquable d'œuvres en faïence se référent principalement à la manufacture Ferniani dans laquelle, pour les œuvres les plus précieuses telles que les grands vases cratères, des maîtres sculpteurs locaux qualifiés ont travaillé dans le domaine historié en bas-relief, inspiré des modèles du stuc néoclassique contemporain présent dans les intérieurs des résidences les plus prestigieuses de Faenza.

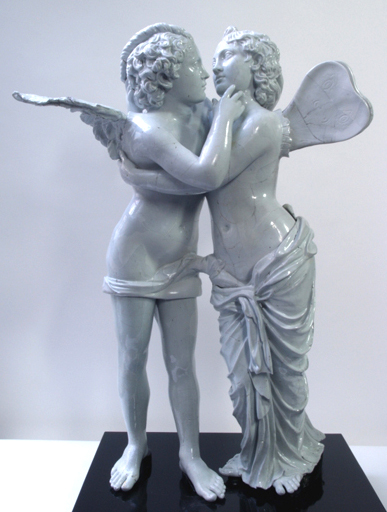
Cupidon et Psyché, grand groupe sculptural en porcelaine modelé par Gaspero Bruschi en 1747, Ginori a Doccia.
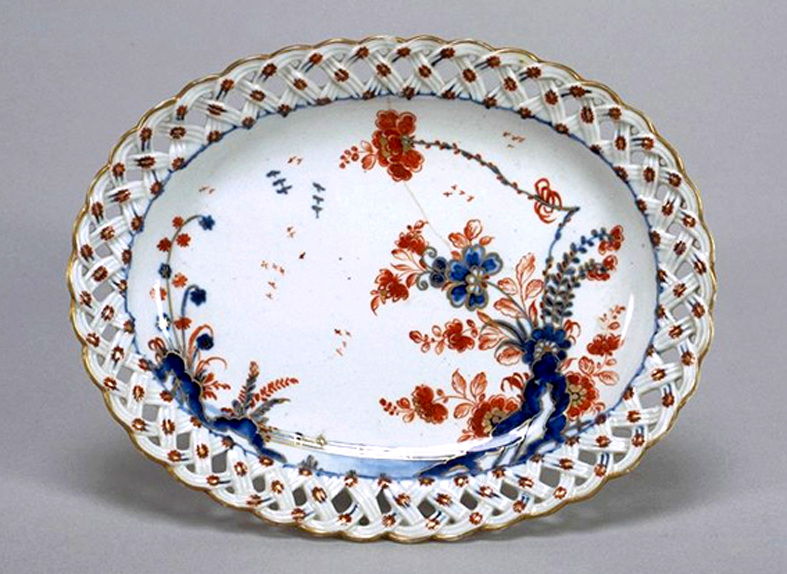
Plateau en porcelaine à décor oriental, Venise, Cozzi, seconde moitié du XVIIIe siècle.
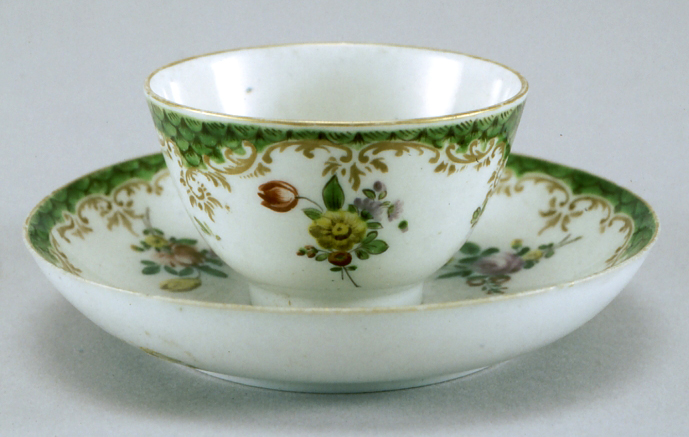
Tasse et soucoupe en porcelaine à décor floral, Venise, Cozzi, seconde moitié du XVIIIe siècle.
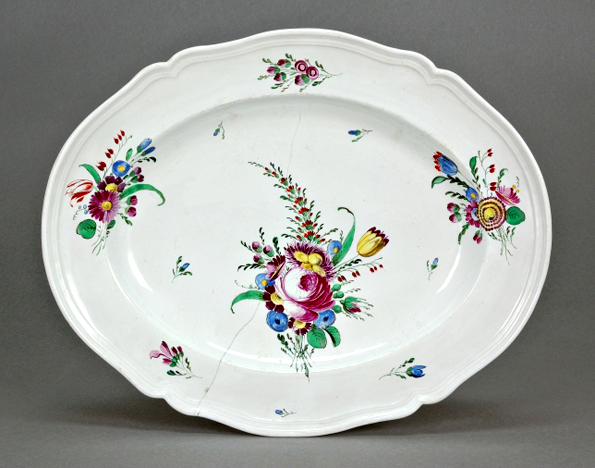
Plateau décoré de bouquets de fleurs (dit Mazzetto), Ginori a Doccia, troisième quart du XVIIIe siècle.
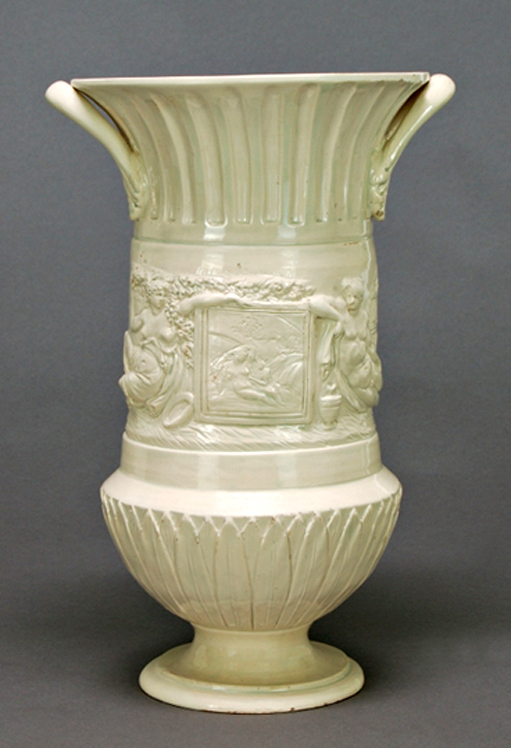
Vase Empire en faïence monochrome, décor en bas-relief, à registre central représentant des scènes historiées, Faenza, fin du XVIIIe siècle.

## XIXesiècle
Durant toute la première moitié du XIXe siècle, la faïence italienne vit une phase de lente et progressive décadence, reprenant le plus souvent, dans une qualité stylistique et formelle populaire, des modèles du XVIIIe siècle. Simultanément, la faïence semble acquérir un rôle prééminent en s’inspirant des modèles des grandes manufactures du nord de l'Europe.
Au contraire, dans la deuxième moitié du siècle, on assiste à un renouveau de la production de majoliques dans la ligne de la veine picturale naturaliste et romantique. Cette sensibilité pousse à la redécouverte des sujets liés à l’historicisme et au maniérisme de la Renaissance.
Dans l’ébullition des ferments culturels de la fin du XIXe siècle, l'Italie septentrionale, et plus particulièrement Faenza, connaît une période d’intense créativité, grâce à des personnalités comme Achille Farina, dont un exemple d’autoportrait en engobé et terre cuite vernissée est conservé au musée, Antonio Berti, Angelo Marabini, Giuseppe Ghinassi, Lodovico Bellenghi.
Les productions des manufactures de Scandiano, du bolonais Angelo Minghetti, de la Société Coopérative d'Imola, de la manufacture Galvani de Pordenone figurent le renouveau des modèles renaissances et baroques. Des services de table et des objets des régions Lombardie et Vénétie, sont également très influencés par le goût néo-rococo et les thèmes de la Renaissance.
On assiste en Italie centrale à une intense réinterprétation de la grande saison de la Renaissance italienne, dans les modes de la région des Marches métauriennes, avec les manufactures Ginori et Cantagalli en Toscane, Molaroni à Pesaro, Carocci et Spinaci à Gubbio. Gubbio et Deruta reprennent la production de faïence au lustre. Dans le Latium, de la céramique d’inspiration islamique est produite dans l’atelier de Pio Fabri, tandis qu’à Rome l’artiste Francesco Randone est à la tête d'une école innovante. En même temps, des majoliques sont produites qui synthétisent dans l’éclectisme le plus varié, les styles des époques précédentes.
Dans le sud de l’Italie, une production plus populaire se poursuit dans un nombre considérable de petites entreprises artisanales. En Campanie, se distinguent la manufacture des Frères Mosca et le Musée Artistique Industriel voulu par Giuseppe Filangeri à laquelle collaborent Filippo Palizzi et Domenico Morelli. Dans les Abruzzes, les différentes manufactures de faïences travaillent dans le sillage de la tradition de Castelli. Dans les Pouilles, la production populaire est revisitée et une attention particulière est portée au courant dévotionnel. En Sicile, les ateliers réalisent des œuvres en faïence revisitant avec une vivacité inhabituelle les familles décoratives des siècles précédents.

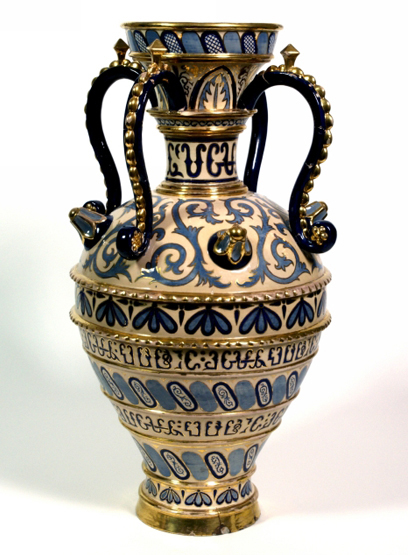
Vase à décor islamique, Pio Fabbri, Rome, seconde moitié du XIXe siècle.
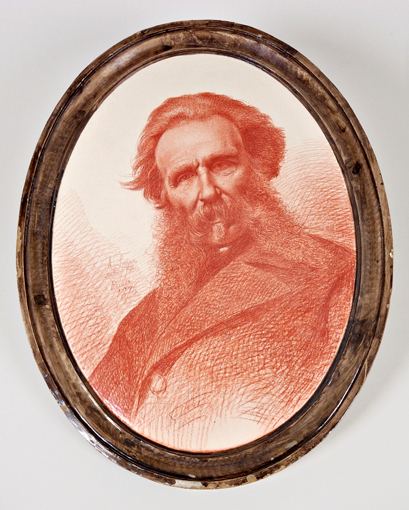
Médaillon ovale, autoportrait d’Achille Farina, Faenza, 1876.
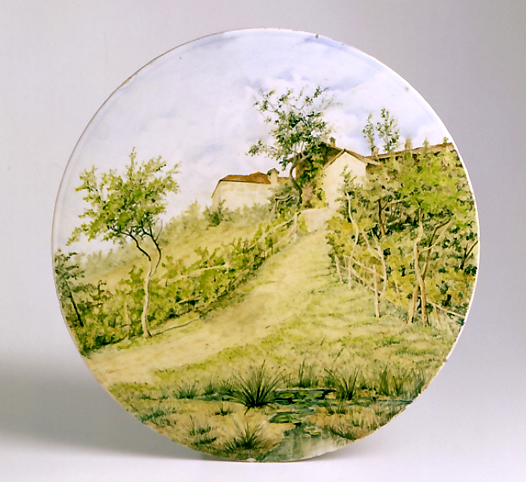
Plat à décor de paysage, Giuseppe Ghinassi, Faenza, dernier quart du XIXe siècle.

## XXesiècle

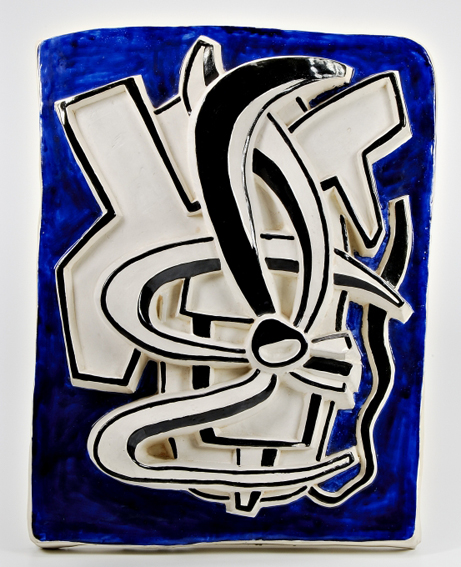
Fernand Léger.

Le département de la céramique européenne du XXe siècle comporte de très nombreuses œuvres, expression des principaux courants artistiques depuis les années 1900, de l'Art nouveau au Jugendstil et à la Sécession viennoise.
Sont présentées des œuvres de Jutta Silka, Josef Hofmann, Auguste Delaherche, Clément Massier, Alice Colonieu, Edmond Lachenal, Theodoros Colenbrander, Vilmos Zsolnay, et des manufactures de Brouwer, Distel, Fischer, Rozenburg, Bauscher, Villeroy & Boch, Meissen, Nymphenburg, Wahliss et de la Manufacture royale de Copenhague. La Fabrique Impériale et Royale de Nemy et les productions de Robj représentent la période Art déco conjointement aux œuvres de Kurt Wendler pour Rosenthal.
Dans l’immédiat après-guerre, les grands noms du monde de l'art répondent à l'appel pour la reconstruction du musée. Pablo Picasso, Marc Chagall, Fernand Léger, Matisse, Paul Pouchol, pour ne citer que les plus célèbres, réalisent des œuvres en céramique qu’ils donnent au musée. L’exposition leur fait en retour une place d’honneur.
Les donations ont un vaste écho en Europe, entraînant l’adhésion, dans les années 1950 et 1960, des artistes du courant informel qui expriment à travers la céramique leurs inquiétudes existentielles. L'engagement de ces artistes, largement représenté le long du parcours muséal, est de « bouleverser et manipuler la donnée certaine du faire céramique, pour effilocher la toile de l'histoire et atteindre à une nouvelle synthèse. »

### Italie

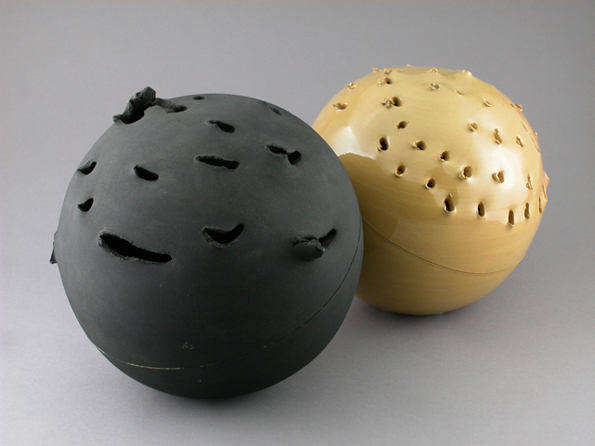
Lucio Fontana, Sphère (concetto spaziale sferico). Terre-cuite vernissée et terre-cuite oxydée, 1957

Le caractère unique de la céramique italienne du XXe siècle sur la scène mondiale provient autant de sa qualité stylistique et formelle que de l’abondance de productions remarquables, tant artisanales qu'industrielles.

De nombreux artistes se sont appliqués à l'art céramique au cours du siècle. Le musée expose des œuvres significatives de Galileo Chini, Alfredo Biagini, Giosetta Fioroni, Ettore Sottsass, Duilio Cambellotti, Salvatore Fancello, Tullio d’Albissola, Lucio Fontana, Golia, Fausto Melotti, Giuseppe Macedonio, Alberto Burri, Enrico Baj, Gio Ponti, aussi bien que Nanni Valentini, Antonio Zancanaro, Aligi Sassu, et beaucoup d’autres.

On observe le réveil spontané d’anciens centres céramiques traditionnels ou réapparaît une production riche et innovante : Vietri sul Mare, Albissola, Nove, Deruta, Montelupo Fiorentino, Pesaro e Sesto Fiorentino, ainsi que des manufactures comme Richard Ginori, Società Ceramica Italiana, Gregorj, Galvani, MGA, Franco Pozzi, Laboratorio Pesaro, Lenci, Bitossi, Mancioli. Ils traduisent dans les nouvelles exigences du design moderne les avancées décoratives et formelles de l'art contemporain.
On assiste alors en Italie à la naissance d'une production mineure et parfois éphémère, mais toujours porteuse de ferments artistiques novateurs.

#### Faenza

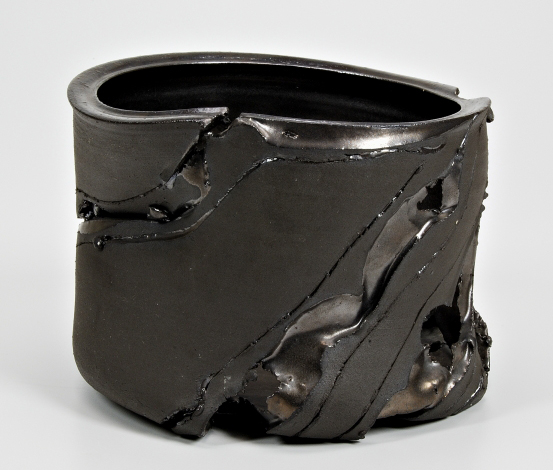
Carlo Zauli, Faenza

Au début du XXe siècle, le milieu de la céramique du territoire de Faenza s'approprie les nouvelles impulsions de l’Art Nouveau provenant principalement de France et portées par les ferments culturels et politiques, européens et italiens de la fin du XIXe siècle. Après l’exposition dédiée à Evangelista Torricelli de 1908, Faenza revient sur la scène internationale et ressuscite de l’oubli de la seconde moitié du XIXe siècle, l’objet en céramique avec l’ouverture de nombreux ateliers artisanaux et manufactures.
De nouvelles productions apparaissent dans la Manufacture Fratelli Minardi et dans la Fabbriche Riunite Ceramiche, avec des expérimentations innovantes sur les lustres et le grès. Domenico Baccarini et Achille Calzi junior sont les protagonistes incontestés de ce premier ferment, suivis en 1920, par Pietro Melandri et Francesco Nonni. En 1928, l'atelier d'art céramique de Riccardo Gatti commence son activité, suivi quelques années plus tard par Mario Ortolani, Mario Morelli, Angelo Biancini et Domenico Matteucci.
Après la guerre, l’œuvre de Carlo Zauli, lauréat en 1953, 1958 et 1962 du Prix Faenza, se fait l’interprète des instances les plus innovantes de la céramique contemporaine, obtenant des reconnaissances en Italie et à l’étranger jusqu’au Japon.
Le musée, avec le Concours International, reste toujours promoteur et caisse de résonance des résultats les plus avant-gardistes dans la production d’œuvres d’art en céramique du XXe siècle, dont la section muséale expose une grande quantité d’œuvres.

## Proche-Orient antique, méditerranée et céramique classique
La section du Proche-Orient ancien ou « croissant fertile », avec un choix exemplaire d’une valeur historique remarquable, documente le passage de l’époque néolithique à l’âge du fer dans ce qui, entre le Tigre et l’Euphrate, est l’un des berceaux du « chemin de l’homme vers la civilisation » ; les vitrines contiennent également des objets anatoliens, iraniens et achéménides.
Les céramiques classiques offrent une représentation de la culture céramique dans le bassin méditerranéen de l’âge du bronze à l’époque hellénistique dans un corpus bien ordonné et didactiquement exhaustif, des matériaux, des techniques, des décors et des centres de production d’appartenance.

## Céramique islamique et précolombienne

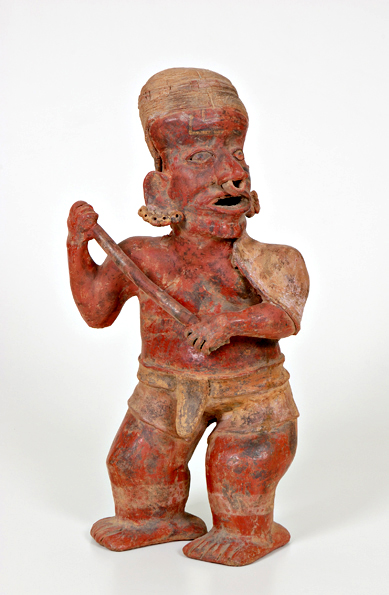
Guerrier avec un bâton, Mexique occidental, Nayarit meridional,, période de l'Ixtlan, style San Sebastian rosso.

La section offre un aperçu de l’art céramique de l’Orient islamique de l’époque des Samanides, avec ses précieux engobés, aux premiers lustres de l’époque des Seldjoukides, pour passer aux émaillés ottomans d’İznik et aux lustres ibériques de la période des Almoravides et des Almohades qui influenceront la culture céramique italienne à l’époque médiévale.
Un vaste corpus de fragments complètent le répertoire typologique de la fabrication de la céramique au Proche-Orient islamique, de ses origines à des temps plus récents.
Six vitrines dédiées à aux Arts précolombiens mettent en évidence la remarquable qualité stylistique et formelle atteinte par les cultures péruvienne et mésoaméricaine avec « soixante et une cultures archéologiques » de référence. Le guerrier avec un bâton, à « l’utilisation votive pour les libations ou les aspersions », en est un bel exemple.
Des objets liés aux cultures caribéennes, amazoniennes, andines du sud et pampéennes complètent la section.